# Maracay
Maracay es una ciudad venezolana, capital del Estado Aragua y del Municipio Girardot, ubicada en la Región Central de Venezuela, al pie de la Cordillera de la Costa, y se ubica a 109 km al suroeste de la capital venezolana, Caracas. La ciudad es conocida frecuentemente como la «Ciudad Jardín de Venezuela» y en menor medida como la «Cuna de la Aviación venezolana» o la «Cuna de Grandes Toreros».
Su denominación político-territorial ha sufrido con el paso de los años, es por ello que en las páginas históricas se habla de Maracay como villa de la provincia de Caracas, posteriormente de la provincia de Aragua, del Estado Aragua, después parte del estado Guzmán Blanco, posteriormente estado Miranda para quedar definitivamente como capital del estado Aragua.
Durante la presidencia del general Juan Vicente Gómez, Maracay experimentó una transformación significativa impulsada por su influencia política y económica, que promovió una serie de transformaciones político-administrativas en el urbanismo civil y militar para convertirla en una ciudad «moderna» para la época. En los años 1950 se gestó un importante proceso de industrialización en la ciudad y en los años 1960 se produjeron fuertes movimientos de inmigración e invasión de tierras.
Según el censo de 2011, Maracay cuenta con una población de 600.035 habitantes, lo que la posiciona como la octava ciudad más poblada de Venezuela. El área metropolitana de Maracay tiene una población de 1.723.236 habitantes (CNE 2021). Esta área está comprendida por los municipios de Girardot, Mario Briceño Iragorry, Santiago Mariño, Francisco Linares Alcántara, Libertador, Sucre, Lamas, Bolívar, Ocumare de la Costa de Oro y Diego Ibarra como área de influencia directa. Es la 5.ª área urbana más poblada del país.
Es conocida como «La cuna de la aviación venezolana» —tanto civil como militar— pues allí nació en 1929 la primera aerolínea del país —Aeropostal—, cuyo aeropuerto natal fue la Base Mariscal Sucre —seno también de la escuela primigenia de la Fuerza Armada Nacional—. La ciudad es reconocida por su zona industrial y por ser un centro cultural, debido a la cantidad de museos, teatros y bibliotecas.

## Toponimia
El origen del nombre «Maracay» es objeto de debate; diversas teorías intentan explicarlo. Una de ellas es que debe su nombre al maracayá —palabra del tupí que designa a un felino que habita en las afueras de la actual Maracay—. Otra teoría es que Maracay debe su nombre al cacique Maracay, que tomó su nombre precisamente por el felino que habitaba esos territorios. No obstante, Oldman Botello —cronista oficial de la ciudad— en su obra «Maracay: Noticias del Viejo Valle» (1980), señala al villacurano Rafael Bolívar Coronado como el primero en utilizar al indígena Maracayo —cuya existencia, por no decir incierta, hasta ahora no ha podido establecerse—. En otra de sus obras «Toponimia Antigua de Maracay» (2007), menciona al indígena Maracaya como creación literaria de Bolívar Coronado, y hace referencia al «Glosario de voces indígenas de Venezuela» (1953) de Lisandro Alvarado para afirmar que el nombre de Maracay viene del caribe «Maracaya» —nombre con el cual se conoció al cunaguaro (Felis pardalis) y no al maracayá (Leopardus wiedii) como se ha popularizado—.

## Elementos identitarios

### Capitalidad
La capitalidad, con sus efectos espaciales, funcionales y fisonómicos, constituye el factor de diferenciación de Maracay con respecto al resto de ciudades aragüeñas. La capitalidad favoreció el aumento demográfico y la prosperidad económica y cultural de la villa. A pesar de que en la villa estuvo asentado el cuartel general de Francisco de Miranda durante la lucha de independencia de Venezuela ante el Imperio español, el reconocimiento jurídico de la función de capitalidad tuvo que esperar más tiempo. La capitalidad de Venezuela estuvo anteriormente situada en Coro (1527-1545) y El Tocuyo (1545-1577). Caracas fue designada capital oficial en 1577. También fueron designadas provisionalmente como capitales a Maracay (1812), Valencia (1812, 1830 y 1858), y Angostura (1819-1821) —hoy Ciudad Bolívar—. En concreto, no fue sino hasta 1814 donde «el Libertador» Simón Bolívar le daría rango de ciudad a la villa de Maracay, y posteriormente en 1898 la ciudad es elevada por primera vez como capital —en esta oportunidad del Gran Estado Miranda—.
Con la disolución del Gran Estado Miranda, Maracay perdió la condición de capital. No obstante, durante la presidencia del general Juan Vicente Gómez, en 1908 es declarada capital política de Venezuela. Gómez posteriormente mudó su residencia oficial de Caracas hacia Maracay. Es por ello que con la Constitución Federal de 1909, los ministros, diplomáticos, y todo empleado gubernamental debían ir semanalmente a Maracay a rendir cuentas. Igualmente durante este período la ciudad sustituye a la ciudad de La Victoria como capital del estado Aragua el 12 de marzo de 1917.

### Símbolos
El escudo de Maracay está basado en un escudo español, el cual fue creado el 4 de noviembre de 1952 por decreto del consejo municipal del entonces distrito de Girardot. Su descripción original fue la siguiente:

[...] cuadrado en el jefe y semicircular en la punta: en el cuartel derecho del jefe, en campo de oro, se encuentra la figura de un guerrero vistiendo armadura, con cota escamada, hombreras y brazaletes acorazados, yelmo con la visera levantada y penacho de plumas en la cimera. En el cuartel siniestra del jefe se presentan, en campo de azul, cinco mazorcas de cacao en Sotuer. En el cuartel de campaña en punta, en el campo de gules, la cabeza de un jaguar o tigre americano. Sobre el jefe una cinta de oro ondulada con la palabra en sable MARACAYA. Los colores de los cuarteles remiten a los del pabellón nacional.
Consejo Municipal del distrito de Girardot, 1952.

El 13 de septiembre de 1979 la cámara municipal aprobó la modificación del escudo, que consistió en agregar una cinta ondulada con la frase «22 de enero de 1814» —fecha en la que por decreto Simón Bolívar erigió a Maracay como ciudad— al centro. Al lado izquierdo se lee «5 de marzo de 1701» —fecha de elevación de Maracay a parroquia eclesiástica—, y en el lado derecho «12 de marzo de 1917» —fecha en la cual el entonces presidente Juan Vicente Gómez decretó la ciudad como capital del estado Aragua—. El guerrero con armadura representa al hipotético fundador de Maracay, Andrés Pérez Almarza —sobre lo cual debe acotarse que la ciudad no tuvo fundador, según sostienen varios estudiosos como Manuel Pinto, hermano Nectario María, Godofredo González y Oldman Botello—. Se ha instituido por tanto como fecha aniversario de Maracay el 5 de marzo, en conmemoración del día de su elevación a parroquia eclesiástica.
La bandera de la ciudad fue utilizada de manera oficial por primera vez en la plaza Bolívar el 5 de marzo de 2001. Su creador fue Pedro Francisco Martínez Chacón, tras un concurso convocado por el Consejo Municipal de Girardot el 17 de enero de ese mismo año. Se encuentra formada por un campo color verde, atravesado en su parte media inferior por una franja color blanco y esta a su vez está seccionada por una franja color azul añil. En el centro tiene el escudo de armas del municipio. Cada uno de estos colores posee un simbolismo específico: el color verde representa la esperanza como virtud y las cualidades de constancia, intrepidez y amistad, además del lema de la Ciudad Jardín. El blanco representa la fe como virtud, así como las cualidades de pureza e integridad. El azul simboliza la justicia y las cualidades de piedad y lealtad; también representa el cielo despejado del municipio y las aguas marinas, fluviales y lacustres que bañan su suelo.

## Historia

### Antecedentes
Originalmente la zona en donde se encuentra la ciudad estuvo habitada por los tacariguas y los guayamures, nombre de las tribus aborígenes que se establecieron en las orillas del lago de Tacarigua durante en el período prehispánico que data entre 1000 y 1500 d. C. Sus orillas fueron un centro de una cultura indígena muy importante en Venezuela.
De centro a oriente se distinguían, entre otras, las etnias caribes de los meregotos y los caracas en la zona del valle de Aragua al valle del Tuy.

### Período colonial
Los terrenos donde hoy se encuentra la ciudad de Maracay, fueron otorgados originalmente al conquistador español Sebastián Díaz Alfaro en el siglo XVI; y a su muerte pasó a su hijo Mateo. Su población se fue estableciendo espontáneamente alrededor del río Maracay, en el valle de Tucupido y Tapatapa. La mayoría de sus habitantes fueron españoles que se dedicaban al cultivo de cacao, maíz y algodón. Igualmente hubo asentamientos arahuacos controlados por el cacique Terepaima, sucesor de Guaicaipuro.

En 1777, se siembra por primera vez el añil en la ciudad, cultivo que daría notoria importancia a los valles de Aragua.

A finales del siglo XVII aproximadamente cuarenta y ocho familias se reunieron en una junta y designaron al marqués de Mijares y a don Andrés Cuadras para pedir al obispo Diego de Baños y Sotomayor el permiso para la edificación de una iglesia —hoy catedral de Maracay— en honor a San José. El obispo concedió tal estado religioso el 5 de marzo de 1701, tras lo cual se erigió como vicefeligresía el templo de San José de Maracay. La fecha de este evento es tomada como la de su fundación —destacando que Maracay fue declarada como parroquia eclesiástica, no ciudad, ni villa, ni pueblo—.
Los primeros años del poblado transcurrieron modestamente con las siembras en conucos, hasta que un nuevo cultivo cambia la vida económica de la región: el añil —utilizado para teñir de azul las telas— que tomó el segundo lugar como producto de exportación nacional. Debido a las escasez de esclavos llegan de los Llanos más de cinco mil hombres que aumentaron repentinamente la población de Maracay. Fue así como la agricultura fue el principal acicate del florecimiento de la urbe, especialmente el cultivo del añil; de esa planta usada para teñir telas, se exportaban en grandes cantidades a Europa y proporcionaban proventos a la Corona, a propietarios y a jornaleros. En 1789 se exportaron al Reino de España unas 300 000 libras de añil.

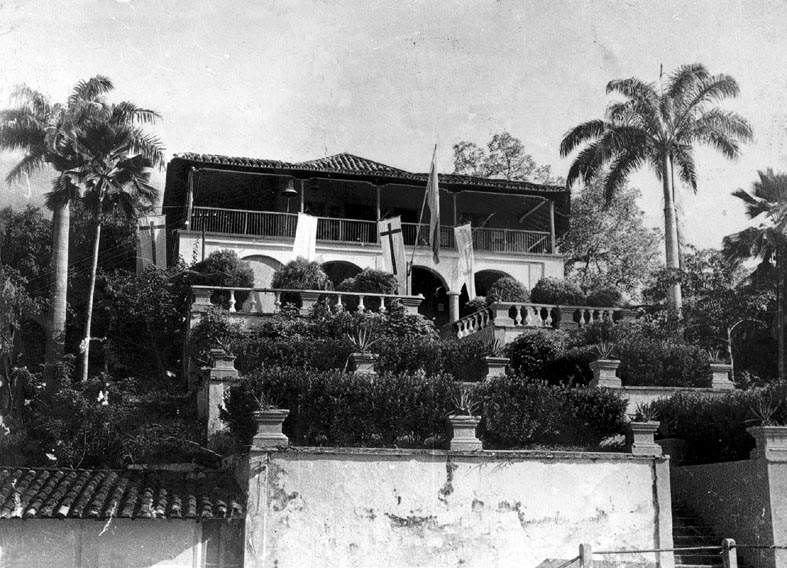
En la hacienda La Trinidad, Francisco de Miranda establecería su cuartel general en 1812.

Para 1798 hay más de siete mil habitantes, entre ellos tres mil blancos, una cantidad similar de negros libres y casi seiscientos esclavos. Con la era del añil y el incremento de los huéspedes, Maracay se convirtió en un lugar agitado. 
El obispo de la diócesis de Venezuela Mariano Martí en una de sus minuciosas visitas pastorales, describió a Maracay como «un pueblo alegre y floreciente».
En 1800, el naturalista y geógrafo alemán Alexander von Humboldt visitó Maracay, a la que llamó «Ciudad Jardín», hospedándose en la casa de La Glorieta, propiedad del canario Alejandro González —hoy avenida Bolívar cruce con Junín—. La población ya sobrepasaba los 7 000 habitantes y el cultivo del añil estaba en su apogeo. Durante su visita el biólogo quedó muy impresionado con el pueblo y su gente, vio también el Samán de Güere y asombrado con su tamaño creyó al principio que era un cúmulo de árboles —para ese entonces el samán ya tendría 600 años de edad aproximadamente—.
La ciudad tuvo un papel importante en la lucha de independencia de Venezuela ante el Imperio español,  siendo capital provisional de lo que sería Venezuela, al momento en que Francisco de Miranda establece su cuartel general en la hacienda «La Trinidad», que pertenecía al marqués de Casa León, en 1812. En 1813 Simón Bolívar llega a Maracay con el cortejo fúnebre portando el corazón del oficial neogranadino Atanasio Girardot, muerto en la Batalla de Bárbula. El 22 de enero de 1814 «el Libertador» elevó a Maracay —conjuntamente con La Victoria y Turmero— a la categoría de ciudad, veinte días después de que el Congreso de Venezuela le otorgara los poderes absolutos.

### Postindependencia
En octubre de 1821 es designado Salvador Michelena primer alcalde del Maracay libre, después de la batalla de Carabobo, victoria decisiva en la liberación del territorio venezolano tras la expulsión definitiva de las tropas españolas.
Conquistada la independencia, Maracay sufre los rigores de una economía maltrecha que detiene su desarrollo. El 12 de marzo de 1879 el gobierno de Antonio Guzmán Blanco erige a la ciudad con el nombre de territorio federal Maracay. Igualmente, el 25 de julio de 1888 tiene lugar en la hacienda «San Jacinto», la ruptura de la amistad entre los generales Antonio Guzmán Blanco y Joaquín Crespo.
En la última década del siglo XIX las cosas empiezan a cambiar en la región cuando el presidente Joaquín Crespo refuerza la condición de punto estratégico de la ciudad cuando el Gran Ferrocarril de Venezuela instala una de sus más importantes estaciones en todo lo largo de los valles de Aragua el 1 de febrero de 1894. El 5 de julio de 1897 se inaugura en la plaza Mayor, un monumento de un pedestal con un águila de bronce, honrando a los estadounidenses que fueron ejecutados en la ciudad de Puerto Cabello por colaborar con el Generalísimo Francisco de Miranda, en 1806.
Para principios del siglo XX, Maracay era un pueblo de apenas cinco mil habitantes y de aproximadamente 1800 casas. Su actividad económica se basaba en la agricultura y la cría de ganado. Las familias principales de la época tenían residencia en el poblado y este contaba con pocas calles. Igualmente, Maracay era llamada indistintamente como pueblo, aldea, aldehuela, villa, entre otros.
En 1898 la ciudad es elevada por primera vez como capital, en esta oportunidad del Gran Estado Miranda, pero por poco tiempo. Un año después, Cipriano Castro viene desde Los Andes al frente de la Revolución Liberal Restauradora para tomar el poder junto a su compadre Juan Vicente Gómez. En el camino hacia Caracas, Gómez conoce Maracay y queda fascinado por su clima y su paisaje recordando a su ciudad natal San Antonio del Táchira. El entonces vicepresidente de Venezuela Juan Vicente Gómez promovió la primera feria josefina en Maracay en el año 1905 con tres corridas de toros en un circo improvisado en el centro de la ciudad, cerca de la plaza Girardot y la catedral. En 1908, siendo presidente de Venezuela, Gómez declara a Maracay como capital política de Venezuela y en 1909 se muda a la ciudad.

### Gomecismo
Los años de tranquilidad brindados por la primera etapa del gobierno del general Juan Vicente Gómez, quien fuese apodado como el Benemérito, motivaron el traslado de comerciantes emprendedores regularmente establecidos en Caracas. Así nace un creciente interés por la región aragueña que ofrece la posibilidad de instalar negocios vinculados a la tierra y el ganado. En julio de 1910, Gómez ordena la creación en cada estado de la República una carretera central para el movimiento de exportación de los frutos y de importaciones comerciales. Con esto empieza la construcción de la carretera de Maracay a Ocumare de la Costa. Igualmente el 15 de abril de 1912 se crea la Escuela de Agricultura, Cría y Veterinaria, ubicándola en edificios y terrenos de la propiedad denominada La Trinidad.
Para 1915 se inauguran las instalaciones de la fábrica de Papel Maracay, cuyos principales accionistas son el general Juan Vicente Gómez, el general Félix Galavis, Pius Schlageter y Mauricio Sosa Báez. Para ese mismo año, Maracay ya tiene un jardín zoológico, un hipódromo (fundado en enero de 1911), un circo-teatro (fundado en enero de 1912), un banco y más compañías que se han inaugurado. Durante este período la inversión en obras públicas en el estado Aragua superó las del Distrito Federal, y la construcción de la carretera a Ocumare de la Costa (Inaugurada por Gómez el 9 de mayo de 1916) hace que Maracay tenga un puerto bajo su control, siendo la razón por la cual Gómez plantea oficialmente la designación de Maracay como capital del estado Aragua, sustituyendo a la ciudad de La Victoria el 21 de junio de 1916, siendo aprobada el 12 de marzo de 1917.
La gripe de 1918 azota Venezuela; en la capital de estado Aragua una de las víctimas es Alí, hijo del general Gómez. En su honor, Gómez ordena la construcción de un mausoleo de estilo morisco, diseñado por Antonio Malausena, en 1919, y ubicado al lado del cementerio La Primavera.
Años después de que la gripe azotara Maracay, la ciudad vuelve a la calma, las peleas de gallos y los toros coleados se ven reforzadas con otras disciplinas que ganan atención entre los habitantes, como el ciclismo. Gracias al patrocinio de Florencio y Juan Vicente Gómez, hijos del general Gómez, el béisbol se convierte en otro de los deportes favoritos por los maracayeros, siendo Maracay Baseball Club el primer equipo de la ciudad.
A mediado de los años 1920, Venezuela comienza a ver otro tipo de fruto salido de la tierra. En Maracay la renta petrolera permite que el presupuesto nacional se eleve lo suficiente para emprender la construcción de obras públicas y la creación de más industrias. Para 1926, gracias a compañías como Telares de Maracay (Fundada ese mismo año por Gómez) se comienza con la edificación de las tres primeras urbanizaciones de la ciudad, diseñadas para albergar a los técnicos y obreros catalanes. Además la tradición ganadera incursiona en nuevos caminos, cuando el 24 de julio de 1928 se inaugura el matadero de Maracay, cuya construcción se inició en 1927, bajo la dirección del ingeniero francés André Potel. Esto en respuesta a la importancia ganadera en la región ya que no solo fue el ganado criado en los valles, sino que los valles de Aragua se convirtieron en el cebadero y región depositaria de miles de cabezas de ganado proveniente de los Llanos de Venezuela. Más adelante, en 1934, se funda en la ciudad la Ganadería Industrial de Venezuela, con el propósito de contribuir a la mejoría económica de criadores y cebadores, además de lograr el incremento del consumo interno y las exportaciones. Juan Vicente Gómez era unos de los principales accionistas, por lo que la empresa recibió todo el apoyo económico del gobierno para desarrollar su infraestructura y costear la compra de maquinarias y equipos. También en 1929 empieza a funcionar el mercado principal de Maracay.
Cabe destacar que durante ese período, en 10 de diciembre de 1920 se instala la Escuela de Aviación Militar en terrenos de la hacienda San Jacobo, siendo este el inicio de la aviación en Venezuela. Cuatro meses después el piloto Manuel Ríos se convierte en el primer venezolano en volar sobre Maracay con el título de Aviador Militar. En 1928 el piloto Charles Lindbergh, famoso por cruzar el océano Atlántico en un vuelo sin escalas en solitario, visita Maracay, donde era esperado por una comitiva encabezada por el presidente Juan Vicente Gómez. Para 1929 con el terminal para hidroaviones, la empresa alemana Junkers en el lago de Tacarigua, se abre un camino hacia los negocios al iniciar sus vuelos de ruta nacional la empresa Aeropostal.

### Ciudad Jardín

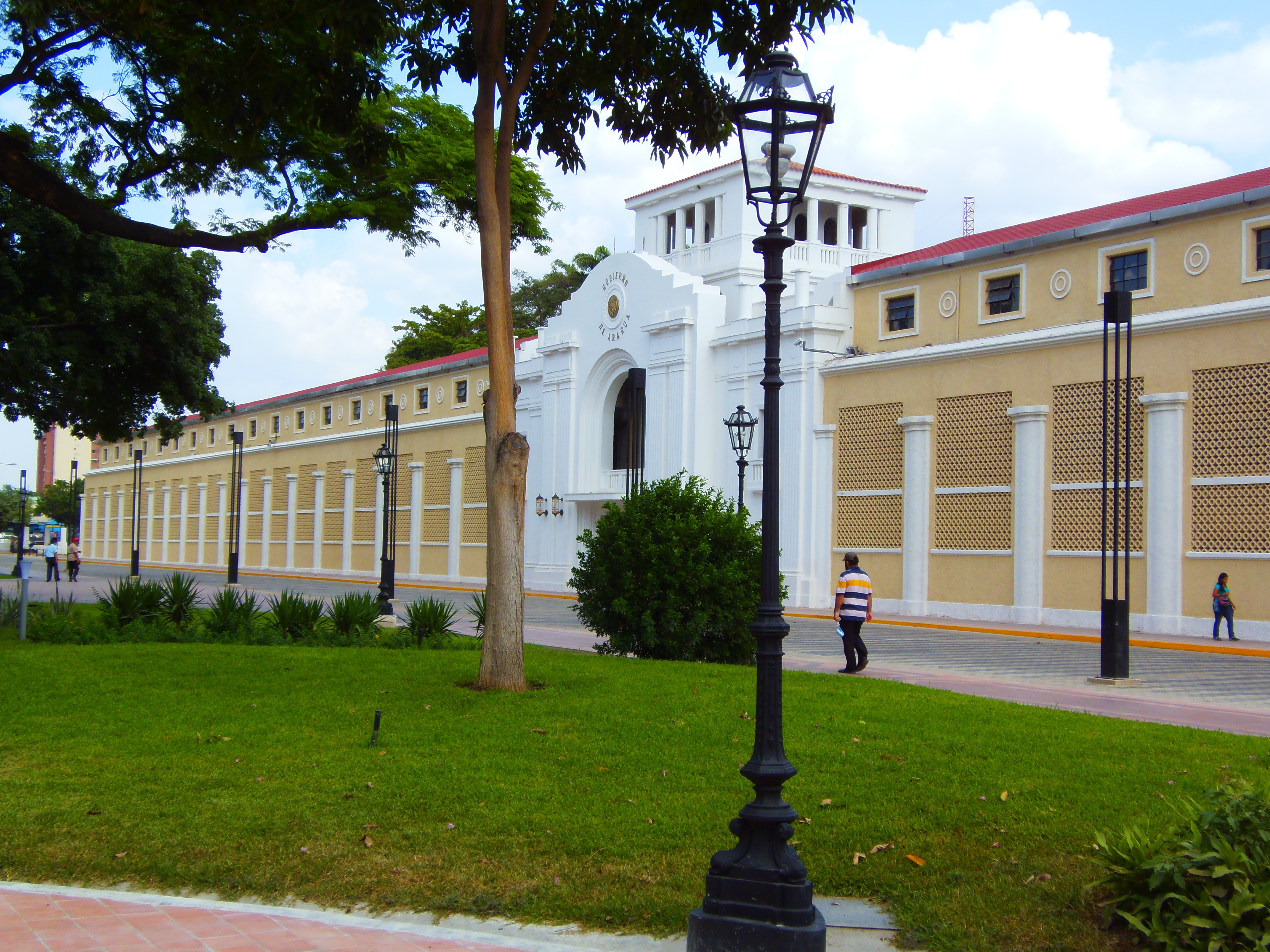
Vista actual del antiguo Hotel Jardín.

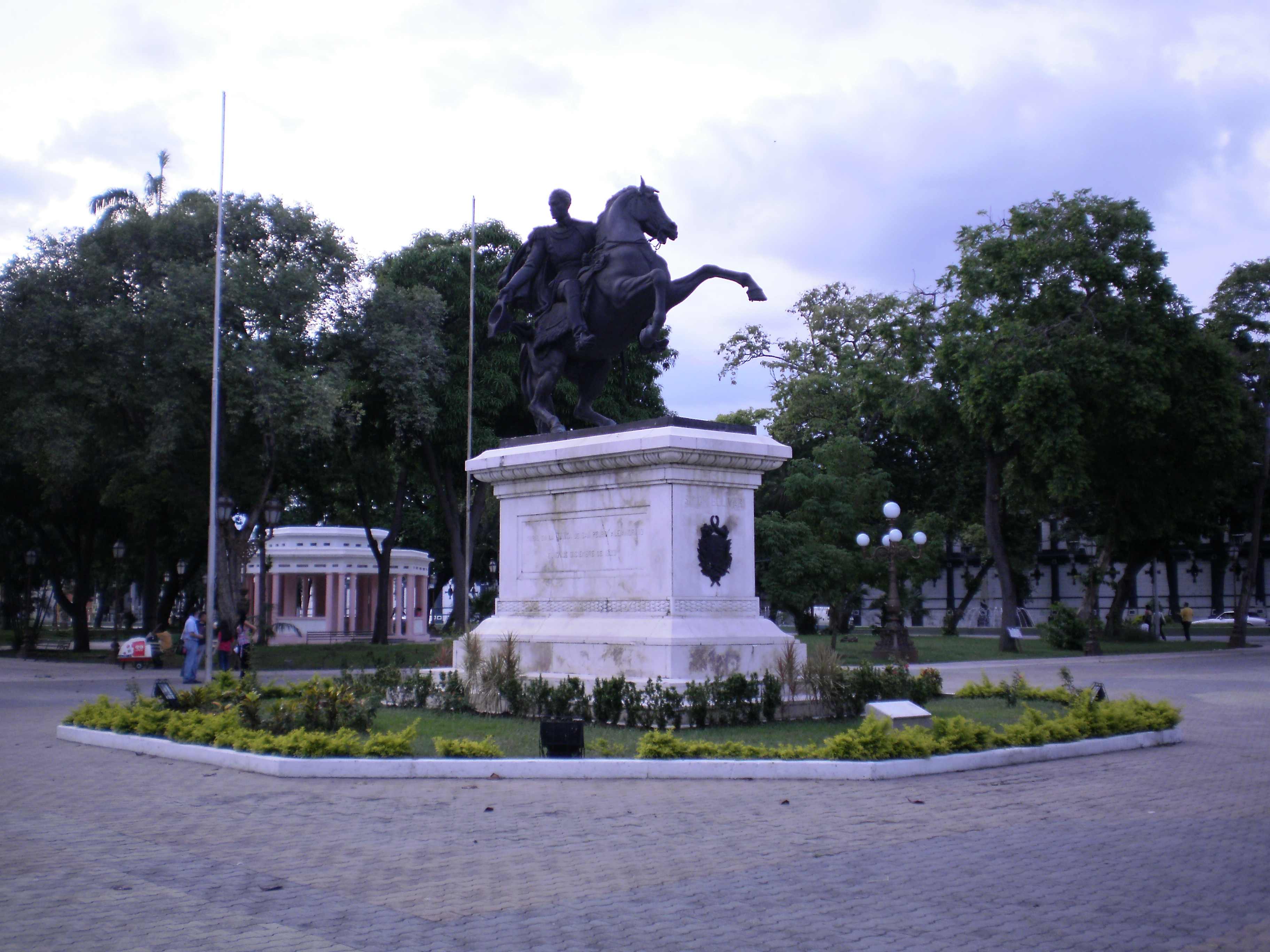
Vista de la plaza Bolívar de Maracay, para el momento de su construcción, la plaza más grande de América del Sur.

Para 1929 la inversión en obras públicas en el estado Aragua es tres veces superior a la del Distrito Federal, y Maracay comienza su expansión hacia el este. Con la coordinación del ingeniero francés André Potel, los arquitectos venezolanos Ricardo Razetti, Carlos Raúl Villanueva, Carlos Guinand Sandoz y Luis Malaussena, entre otros, realizan un conjunto de obras bajo el concepto Ciudad Jardín, donde la naturaleza es rigurosamente protegida. Estas obras que contrastan en un entorno de modestas dimensiones son para su principal inspirador y gestor el general Gómez, la manera de exaltar la conmemoración del centenario de la muerte del Libertador Simón Bolívar.
Cuando la década de 1930 apenas comenzaba, la era del cine en Maracay también. En el Teatro de Maracay y en los cines Girardot, Central y Miranda los maracayeros hacían filas para ver las películas del momento. El cine nacional también da uno de sus más importantes pasos al instalarse la sede de los laboratorios nacionales y Maracay Films bajo la dirección de Efraín Gómez, responsable de una producción cinematográfica abundante que da a conocer en las pantallas de cine del país a Maracay y al personaje predilecto de sus filmaciones, su tío el general Juan Vicente Gómez. Fue así como la ciudad fue testigo de la innovación que transformó el espectáculo cinematográfico. En dicho laboratorio se filma El milagro del lago, primer documental a color realizado en Venezuela y en América Latina.
En 1930 los habitantes vieron mejorada su calidad de vida por la renta petrolera, momento en el cual el general Juan Vicente Gómez anuncia que el Estado ha pagado toda su deuda externa. El 19 de diciembre de 1930, miles de personas acuden a la inauguración de la plaza Bolívar, para ese entonces la plaza más grande del país y de América del Sur, y en la misma jornada de inaugura el hospital civil. Además de la inauguración de la Plaza Bolívar, en diciembre del mismo año se inaugura el hotel Jardín, diseñado por Carlos Raúl Villanueva, siendo el evento turístico más esperado de los últimos años.
Para cubrir la necesidad de disfrutar la fiesta brava en Maracay y en el marco de la Feria de Maracay, se inaugura el 20 de enero de 1933 la plaza de toros de Calicanto por iniciativa de los hijos de Gómez. Esta construcción inspirada en la Plaza de Toros de la Real Maestranza de Caballería de Sevilla, se convierte en una de las obras arquitectónicas más importantes del país y recibe a famosos matadores de la época.

### Últimos años del gomecismo

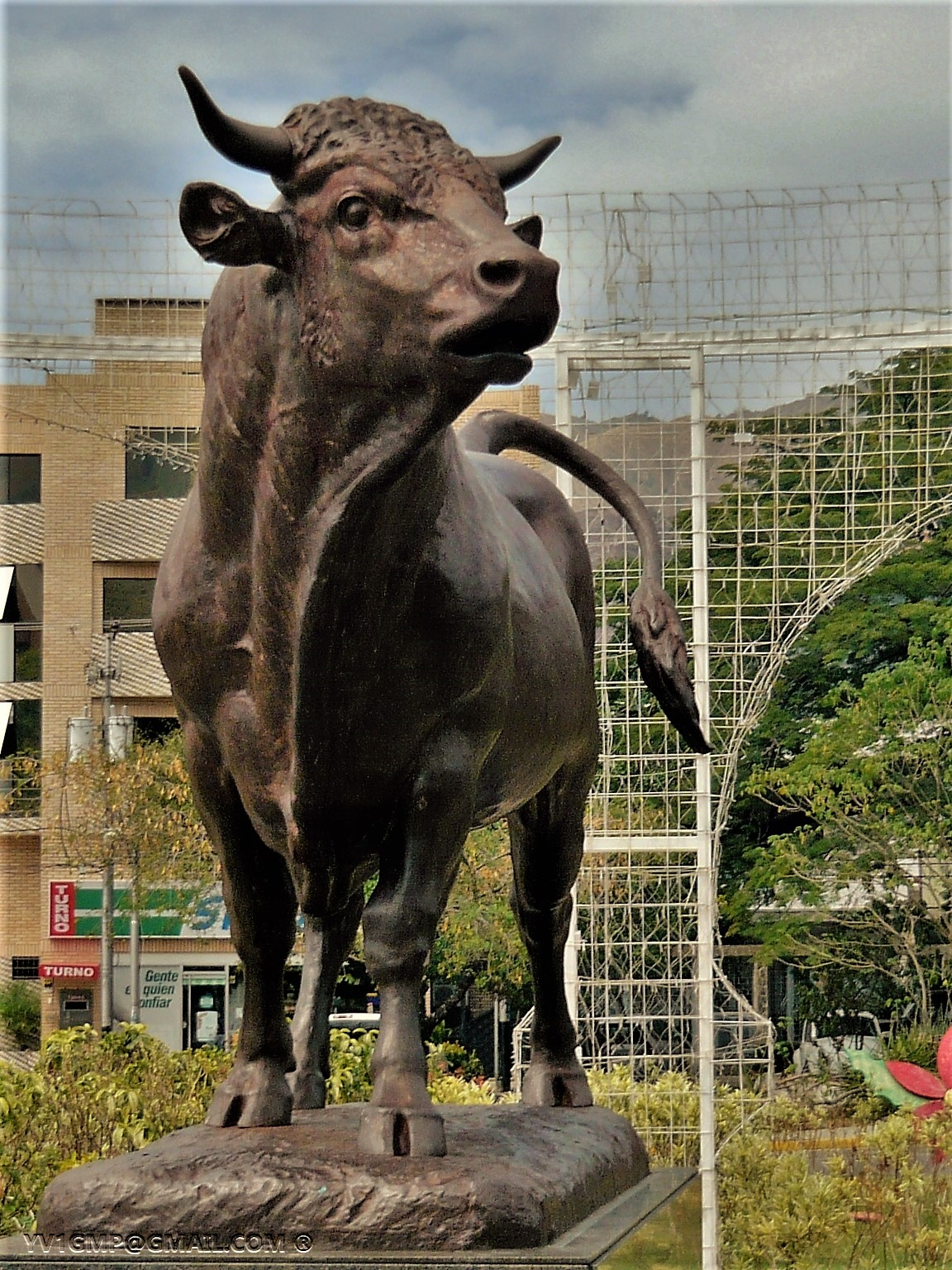
El Toro de Las Delicias fue uno de los últimos regalos que recibió Juan Vicente Gómez. A la postre se volvería un icono de la ciudad.

En 1935 el general Gómez consume sus últimos meses de vida, un obsequio de su nieto Marcos se convirtió en el punto de referencia de la ciudad, el Toro de Las Delicias. El monumento se convirtió en uno de los iconos más emblemáticos de la ciudad, símbolo del antiguo emporio pecuario del estado Aragua. Además, la ciudad y sus políticos de la época eran muy aficionados a las corridas de toros, añadiendo al toque místico del monumento. Varias empresas, incluyendo el Lactuario de Maracay (f. 1908), y el antiguo Banco Obrero, llevan como símbolo una caricatura de la estatua. 
Gómez también recibiría como regalo la llegada del tanguero Carlos Gardel en el mes de mayo al Hotel Jardín. Ese mismo mes, Gómez encarga al arquitecto Luis Raimundo Malaussena el diseño del Teatro de la Ópera de Maracay, proyectado como el más grande de Venezuela. Con la muerte de Gómez, la construcción se interrumpió hasta 1973, cuando finalmente se completó.
Durante el período del general Juan Vicente Gómez (1908-1935), Maracay sufrió una fuerte transformación urbanística y económica. Gómez sentía un apego muy especial por la ciudad de Maracay, en donde prácticamente despachaba su presidencia, en esta ciudad construye la plaza Bolívar más grande que existe en el mundo, de estilo parisino, además ordenó la construcción de un Arco del Triunfo, una plaza de toros (una réplica de la de Sevilla, España), un teatro de ópera, un zoológico, y el Hotel Jardín, una construcción atractiva y majestuosa para su época, con jardines turístico grandes. En esta época la ciudad de Maracay toma el apodo de Ciudad Jardín de Venezuela, por sus exuberantes jardines.

### Postgomecismo
Luego de la muerte de Juan Vicente Gómez, comienza la transición en Venezuela, un país sin presos políticos y que recibe a los que huyeron de la dictadura. En 1936 se habla de partidos políticos y sindicatos. El presidente Eleazar López Contreras emprende un gobierno de aprendizaje democrático. Además, las propiedades de Gómez pasan a ser parte de la nación.
Lejos de lo que se pensaba, en Maracay el impulso de las instituciones continúa, y programas sociales como «La gota de leche» ofrecen beneficios para las numerosas familias aragueñas que crecían a ritmos acelerados. Las inauguraciones en Maracay no se detuvieron, en 1943 se inaugura la Escuela de Aviación Civil. En esta fecha el mecánico Manuel Murillo se convirtió en el primer paracaidista venezolano que se arroja a suelo venezolano.
En 1937 se emite el decreto de creación del parque nacional Rancho Grande para resguardar la fauna y flora que habitan en la cordillera de la costa, al norte de la ciudad. El parque fue rebautizado en 1953 con el nombre de Henri Pittier, insigne geógrafo, botánico y etnólogo suizo, quien llegó a Venezuela en 1917, clasificó más de 30 mil plantas en el país y se dedicó por muchos años al estudio de la flora y la fauna existente en el parque.
Maracay se convierte en el bastión contra el combate de una enfermedad que ha diezmado a la población venezolana, la malaria. La enfermedad pudo controlarse gracias al Dr. Arnoldo Gabaldón quien ejecuta una doctrina sanitaria que pasa a la historia y cambia el destino de miles de venezolanos. En 1943 se edifica el Conjunto Sede de Malariología (actual Instituto de Altos Estudios Arnoldo Gabaldón) uno de los emblemas de la ciudad, diseñado por Luis Malaussena.
En 1945, Maracay se estremece con los sucesos que desembocan en el derrocamiento del presidente Isaías Medina Angarita. Son precisamente los cuarteles de Maracay y la aviación en manos insurgentes los que deciden la suerte final del régimen. Igualmente, es abatido en la sede de la guarnición el presidente del estado Aragua, Aníbal Paradisi.
El 1 de enero de 1958 tiene lugar en la ciudad el alzamiento de varias unidades militares que inician el movimiento cívico-militar que derrocaría el gobierno del general Marcos Pérez Jiménez. Este movimiento influiría en el golpe de Estado de ese mismo año, por medio del cual se puso fin al gobierno del general Marcos Pérez Jiménez quien se vio forzado a abandonar el país con rumbo a República Dominicana a bordo del avión presidencial «La Vaca Sagrada».

### Años recientes

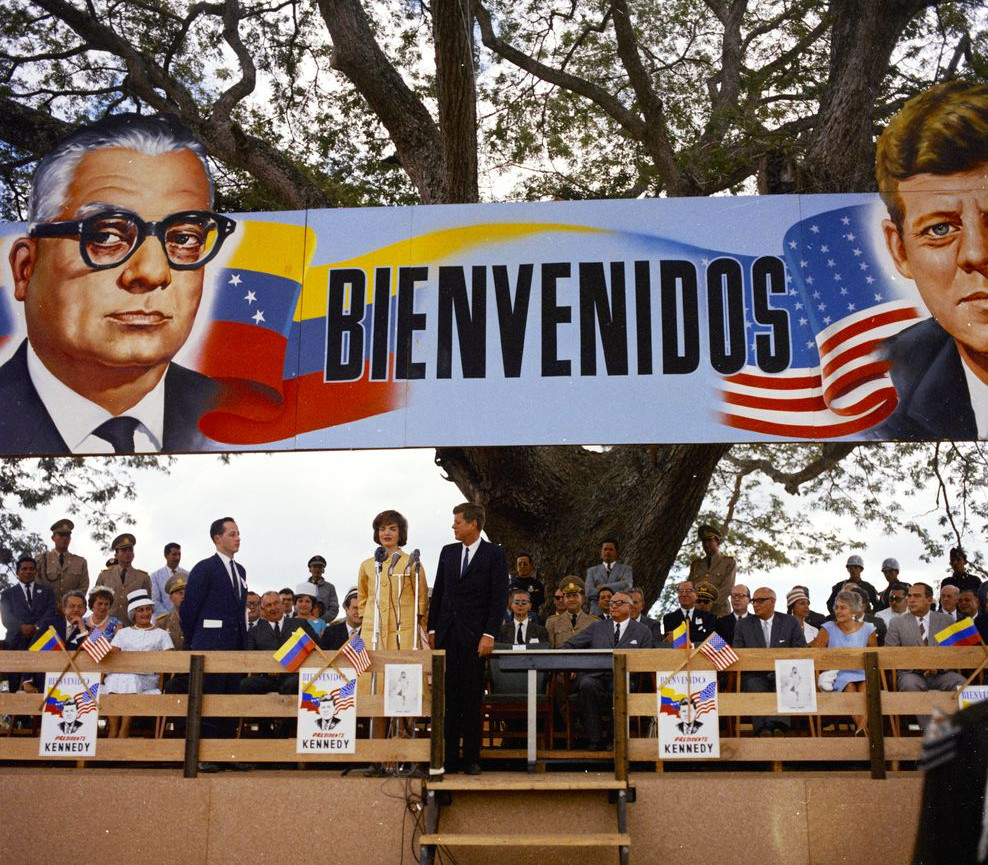
John F. Kennedy fue recibido en Maracay por el presidente Rómulo Betancourt, durante la primera visita oficial de un presidente de los Estados Unidos a Venezuela en diciembre de 1961.

La industrialización local comenzó en la década de 1950, con la instalación de parques industriales de diversas naturalezas, igualmente se empezaron a reutilizar antiguas tierras agrícolas y ganaderas. Al mismo tiempo, comenzó especialmente la inmigración desde los Andes y los Llanos, que fue atraída por los beneficios de instalar industrias que requieren mano de obra. Este renovado movimiento industrial trae consigo la fundación de nuevas empresas, al igual que la actividad universitaria. Las facultades de agronomía y veterinaria de la Universidad Central de Venezuela le dan a Maracay desde 1951 un nuevo perfil académico.
Entre las fechas destacadas se encuentra que el 10 de diciembre de 1955 se crea por decreto del arzobispo monseñor Rafael Arias Blanco la parroquia eclesiástica de Nuestra Señora de la Medalla Milagrosa de El Limón, a la que tiempo después, se eleva a parroquia civil foránea el 23 de enero de 1962. Igualmente en 1959 se crea la diócesis de Maracay, cuyo primer titular fue monseñor José Alí Lebrún Moratinos.
En 1961, bajo el mandato de Rómulo Betancourt, el presidente de los Estados Unidos John F. Kennedy visita Maracay un año después de su elección para inaugurar el Asentamiento Campesino La Morita, el cual formó parte del programa Alianza para el Progreso. Para 1965, Maracay comienza a cambiar su vocación agrícola por la siembra de industrias. Sin embargo la falta de vivienda hacen que Maracay se desarrolle de una forma anárquica que cambia los rasgos armónicos de la ciudad.
En los años 1970 se inaugura el Centro Cultural Santos Michelena que le da nuevas sedes al Museo de Arte y al Salón Aragua. A su vez, el 19 de marzo de 1973, día de San José, patrono de la ciudad, se inaugura el teatro de la Ópera, el cual había quedado inconcluso a raíz de la muerte del general Juan Vicente Gómez. En los años 1990, transformada por mérito propio en líder de la descentralización, obtiene en 1993 el control de gran parte de la autopista Regional del Centro, monumento funcional de gran importancia que sirve para el desarrollo de toda la zona. En 2011 ocurrió la explosión en CAVIM.

## Organización político-administrativa

### Administración
La Alcaldía es el órgano ejecutivo tanto de Maracay como del municipio Girardot y tiene como sede el palacio municipal de Girardot, que se encuentra al norte del casco histórico de la ciudad.
Es responsable de diseñar, ejecutar, regular y supervisar las políticas de gestión pública. Mientras que el Poder Legislativo le corresponde al Concejo Municipal, conformado por concejales elegidos por el pueblo cada cuatro años. Anteriormente, con la Constitución de 1961, los alcaldes eran electos por el Concejo Municipal, es decir, de una forma indirecta.
La ciudad también es sede de otras importantes instituciones, como la gobernación del estado Aragua, el Consejo Legislativo del estado Aragua, el palacio de justicia, la casa de la moneda de Venezuela, entre otros.

### Organización territorial
Maracay es la capital del municipio Girardot que a su vez se divide en ocho parroquias urbanas y una extraurbana (Choroní), pero debido a su gran crecimiento durante los últimos veinticinco años, los límites del área metropolitana de la ciudad sobrepasaron los propios del municipio Girardot abarcando espacios en el municipio Francisco Linares Alcántara, municipio Mario Briceño Iragorry, y municipio Santiago Mariño.
En otros países la figura de «municipio» no existe, siendo las llamadas «ciudades» las que suplen como división político-administrativa regida por un alcalde. Por otra parte es de notar que en Venezuela coexisten ambos conceptos, pero con propósitos distintos: mientras las ciudades se toman como unidades urbanas con propósitos estadísticos, históricos, culturales y urbanísticos, los municipios (en este caso Girardot) son la unidad político-administrativa primaria de organización en el país.
| Parroquias              |
| ----------------------- |
| Los Tacariguas          |
| Andrés Eloy Blanco      |
| José Casanova Godoy     |
| Pedro José Ovalles      |
| Joaquín Crespo          |
| Madre María de San José |
| Las Delicias            |
| Choroní                 |

## Geografía

### Ubicación
Geográficamente la ciudad está ubicada en la parte centro norte del estado Aragua, con una extensión de 311,57 km². Lo que representa el 4,32 % del territorio regional; limita por el norte con el mar Caribe desde Punta de Mosquito hasta Punta de Guayamuré. Por el sur con el lago de Valencia desde la desembocadura de Caño Colorado hasta Portachuelo de la Cabrera. Por el este limita con los municipios Santiago Mariño y Linares Alcántara. Por el oeste limita con el estado Carabobo desde Portachuelo de la Cabrera hasta Punta de Mosquito.

### Relieve

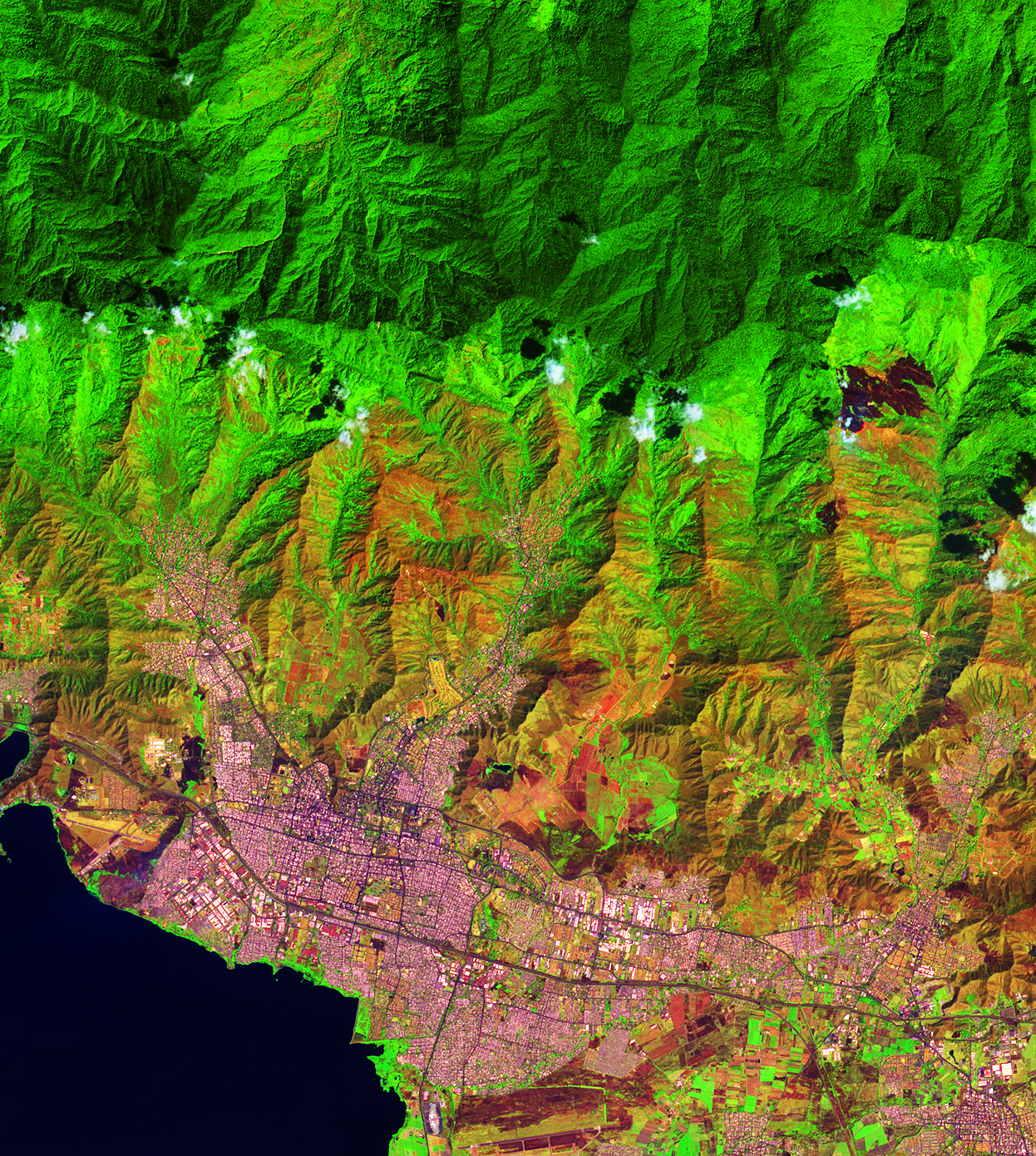
Foto satelital de la ciudad.

La ciudad se extiende en su mayoría en la planicie oriental del lago de Valencia, con una altitud promedio de 445 m s. n. m., que aumenta a medida que se avanza hacia el norte y disminuye hacia el sur. Al norte la ciudad está limitada por el borde Sur del parque nacional Henri Pittier ubicado en la Cordillera de la Costa, donde se presentan las zonas urbanas de mayor altitud, siendo el sector de El Castaño el punto más alto (894 m s. n. m.) de la ciudad. El punto más bajo de la ciudad (412 m s. n. m.) se encuentra en la parte sureste de la misma, en la costa del lago de Valencia, a nivel de la urbanización Mata Redonda.
Posee un relieve que puede ser clasificado de norte a sur en tres regiones, cada una de ellas muy característica. Al norte está la costa, muy abrupta, con bahías, como la de Turiamo y Cata y también, más al este, Choroní. Más al sur, en el centro, se encuentra la cordillera de la Costa, que en este estado corresponde casi en su totalidad al parque nacional Henry Pittier. Por último, al sur, la depresión del lago de Valencia, con sus llanuras que descienden hasta llegar a los límites con el estado Guárico.

### Vegetación

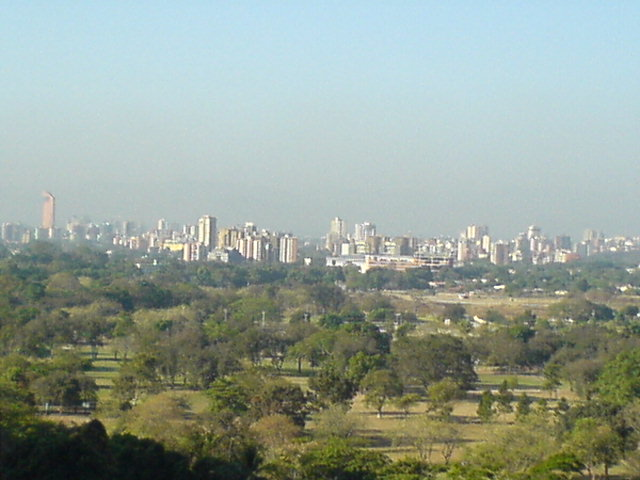
Áreas verdes del parque Carlos Raúl Villanueva.

Maracay cuenta con abundancia selvática. En la costa norte se encuentran playas con vegetación baja, rocas recubiertas de algas marinas, cerros protegidos de cardonales y espinares. En el bosque, montañas cubiertas con orillas gigantes de bambúes y más arriba una selva semicaduca o en su totalidad verde; coronada con la solemne selva nublada. Entretanto se baja hacia Maracay, se repite, con diferencias florística, selvas semicaducas y galería alternadas con sabanas y montañas, hasta llegar a los Valles de Aragua a orillas del Lago de Valencia. Maracay está situada en un valle conformado por tres ramificaciones montañosas, que a su vez dan origen a cuatro pequeños valles: Guey, Tapatapa, Onoto y Tucupido o Tocopio. La vegetación incluye desde árboles de abundante follaje, presentes en las selvas nubladas del parque nacional Henri Pittier, sobre la serranía del litoral, hasta matorrales espinosos en la zona costera. En las áreas de valles y sabanas predominan las gramíneas acompañadas de árboles como la ceiba, el cedro y el samán, que es el árbol emblemático del estado Aragua.

### Hidrografía
Como máxima cuenca hidrográfica se puede mencionar la punta endorreica del lago de Valencia donde vierten sus aguas los ríos de Limón, incluyendo el río Güey, ríos del Castaño en la parroquia Las Delicias y, sobre todo, el río Aragua, el afluente más importante de dicho lago. Estos cursos superficiales han quedado reducidos considerablemente, al no poder aprovecharse para el consumo humano el agua proveniente de los mismos, convertidos actualmente en los principales colectores de descargas de aguas servidas, tanto del uso urbano industrial como del agrícola.

### Fauna

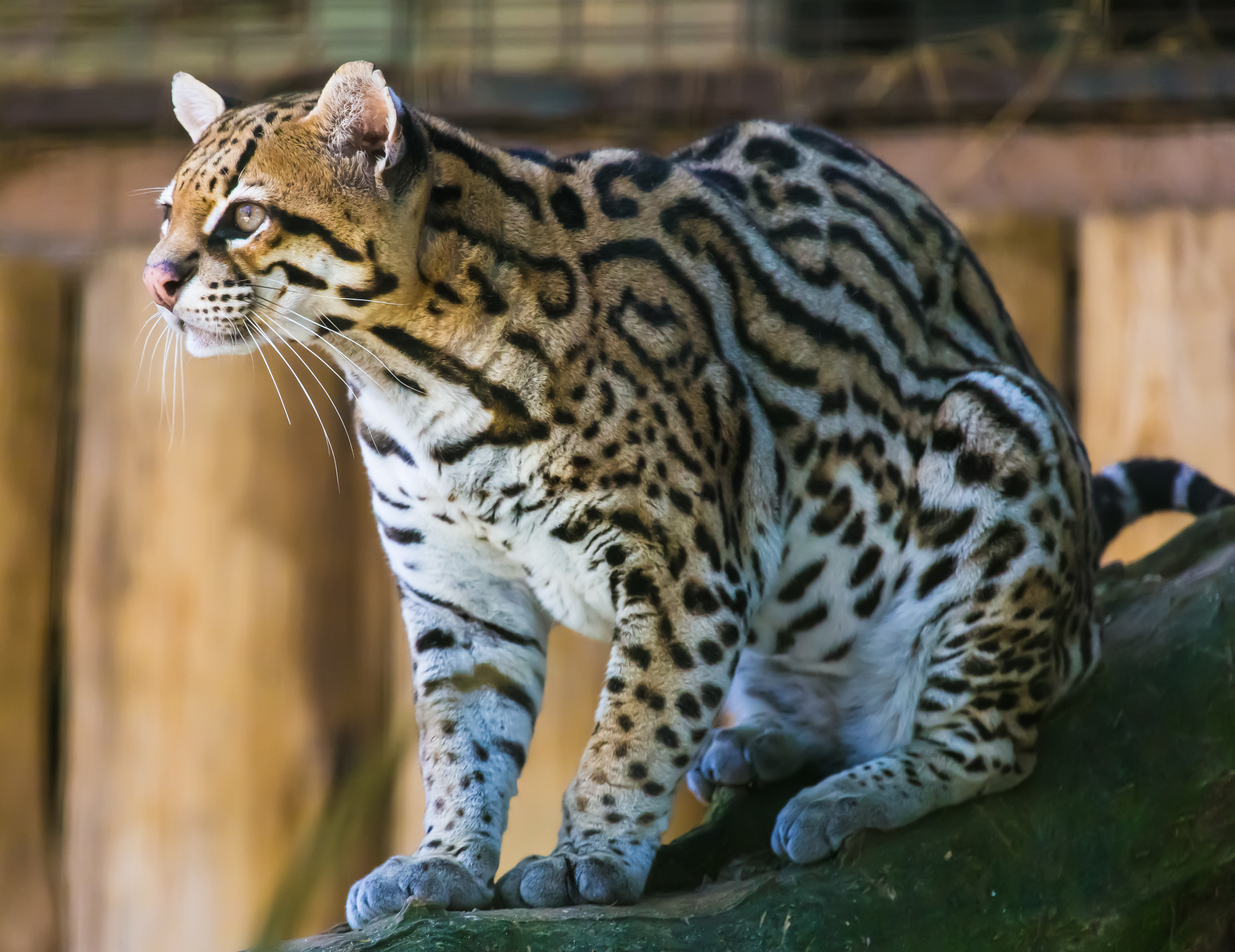
El cunaguaro es un felino que en ocasiones puede ser avistado en la ciudad. Además, comúnmente es asociado como símbolo de esta.

Debido a la gran variedad de árboles en la ciudad, se han identificado varias especies animales, entre vertebrados terrestres y una gran variedad de mamíferos, incluidas especies grandes como dantas, hasta más pequeños como los murciélagos insectívoros. Es posible ver a maracayás y cunaguaros en áreas urbanas de la ciudad, esto debido a que ocasionalmente los felinos bajan de las montañas del parque nacional Henry Pittier hacia las zonas pobladas más cercanas en busca de comida.
Las aves también constituyen una gran parte de la fauna, utilizando el parque nacional Henry Pittier como ruta de migración. Abundan las serpientes, especialmente los ofidios. Con respecto a los anfibios, hay una gran diversidad, donde se destacan las salamandras.
Las especies rescatadas en operativos contra el tráfico de fauna silvestre por lo general son dejadas en libertad o enviadas al zoológico de Las Delicias.

### Clima
El clima en Maracay es tropical, modificado más hacia el norte por el aumento de la altitud, con pocos cambios estacionales de temperatura, pero con diferencias diarias de hasta 15 °C entre el día y la noche. Las precipitaciones, en general, comienzan entre los meses de mayo y octubre son del orden de aproximadamente 900 - 1000 mm sobre una base anual.
En Maracay se registra una temperatura media anual de 25 °C y una pluviosidad anual de 910 mm, con una estación seca bien definida.
| Parámetros climáticos promedio de Maracay | Parámetros climáticos promedio de Maracay | Parámetros climáticos promedio de Maracay | Parámetros climáticos promedio de Maracay | Parámetros climáticos promedio de Maracay | Parámetros climáticos promedio de Maracay | Parámetros climáticos promedio de Maracay | Parámetros climáticos promedio de Maracay | Parámetros climáticos promedio de Maracay | Parámetros climáticos promedio de Maracay | Parámetros climáticos promedio de Maracay | Parámetros climáticos promedio de Maracay | Parámetros climáticos promedio de Maracay | Parámetros climáticos promedio de Maracay |
| Mes                                       | Ene.                                      | Feb.                                      | Mar.                                      | Abr.                                      | May.                                      | Jun.                                      | Jul.                                      | Ago.                                      | Sep.                                      | Oct.                                      | Nov.                                      | Dic.                                      | Anual                                     |
| ----------------------------------------- | ----------------------------------------- | ----------------------------------------- | ----------------------------------------- | ----------------------------------------- | ----------------------------------------- | ----------------------------------------- | ----------------------------------------- | ----------------------------------------- | ----------------------------------------- | ----------------------------------------- | ----------------------------------------- | ----------------------------------------- | ----------------------------------------- |
| Temp. máx. abs. (°C)                      | 33                                        | 36                                        | 37                                        | 36                                        | 35                                        | 35                                        | 32                                        | 32                                        | 33                                        | 33                                        | 35                                        | 33                                        | 37                                        |
| Temp. máx. media (°C)                     | 31                                        | 32                                        | 32                                        | 32                                        | 31                                        | 30                                        | 30                                        | 30                                        | 31                                        | 31                                        | 32                                        | 31                                        | 31                                        |
| Temp. media (°C)                          | 24                                        | 24                                        | 24                                        | 26                                        | 26                                        | 25                                        | 25                                        | 25                                        | 25                                        | 25                                        | 25                                        | 24                                        | 25                                        |
| Temp. mín. media (°C)                     | 17                                        | 17                                        | 17                                        | 21                                        | 21                                        | 21                                        | 20                                        | 20                                        | 20                                        | 20                                        | 18                                        | 17                                        | 19                                        |
| Temp. mín. abs. (°C)                      | 10                                        | 12                                        | 12                                        | 15                                        | 17                                        | 17                                        | 17                                        | 17                                        | 17                                        | 17                                        | 13                                        | 13                                        | 10                                        |
| Precipitación total (mm)                  | 0                                         | 10                                        | 0                                         | 20                                        | 100                                       | 140                                       | 130                                       | 200                                       | 130                                       | 80                                        | 40                                        | 20                                        | 910                                       |
| Días de lluvias (≥ )                      | 1                                         | 1                                         | 0                                         | 2                                         | 6                                         | 10                                        | 9                                         | 12                                        | 7                                         | 5                                         | 3                                         | 2                                         | 61                                        |
| Horas de sol                              | 175                                       | 188                                       | 177                                       | 171                                       | 194                                       | 164                                       | 161                                       | 154                                       | 168                                       | 191                                       | 178                                       | 144                                       | 2065                                      |
| Humedad relativa (%)                      | 70                                        | 66                                        | 62                                        | 66                                        | 74                                        | 77                                        | 79                                        | 81                                        | 80                                        | 78                                        | 76                                        | 74                                        | 74                                        |
| Fuente: Weatherbase 2010                  |                                           |                                           |                                           |                                           |                                           |                                           |                                           |                                           |                                           |                                           |                                           |                                           |                                           |

## Demografía
La historia urbana de Venezuela se ha escrito desde el siglo XVI, luego de la llegada de los europeos. En total se establecieron entre 24 y 35 ciudades en el siglo XVI y durante el siglo XVII entre 117 y 124, una de estas fue Maracay (1697). Hacia 1784, catorce ciudades superaban los cinco mil habitantes, entre ellas Caracas, Maracaibo, Barquisimeto, Valencia y Maracay (5558 habitantes). Para finales del siglo XIX, de acuerdo a los resultados del segundo estudio censal oficial de la población en 1881, se vio una disminución considerable en Maracay, quien a pesar de seguir siendo la quinta ciudad más poblada del país, registró un total de 3833 habitantes.

### Población
Para el censo de 2011, el municipio Girardot, cuya capital es Maracay, ocupaba el primer lugar, concentrando el 25% de la población total del estado Aragua (407 109 habitantes de 1 630 308). Esto significa que casi 1 de cada 4 habitantes del estado Aragua, son residentes habituales de Maracay. Se puede resaltar que en la ciudad se encuentran las parroquias con mayor número de población, destacándose las parroquias urbanas Los Tacarigua, José Casanova Godoy y Pedro José Ovalles, todas con población mayor a sesenta mil habitantes.
Para el 2011, había siete metrópolis en Venezuela, es decir, ciudades que superaban los 500 000 habitantes, entre ellas Maracay si se tiene en cuenta su zona metropolitana. A pesar de que Caracas, Maracaibo, Valencia, Barquisimeto y Maracay han sido tipificadas como grandes ciudades, estas a su vez no son metrópolis en el contexto latinoamericano.
Maracay ha reducido el ritmo al que crece su población entre 1950 y 2011; sin que ello signifique una descapitalización en términos poblacionales. La ciudad ha concentrado población por las industrias manufactureras y el apoyo a las actividades agrícolas y turísticas que se han desarrollado en el propio estado Aragua y en entidades vecinas, entre otras razones. Como centro regional de primer orden tiene vinculaciones con centros subregionales como Calabozo, San Fernando de Apure, San Juan de los Morros, e inclusive, Puerto Ayacucho. Ha presentado una tasa de crecimiento promedio de 4,1 % anual entre 1950 y 2011. Mientras que en 2001-2011, su ritmo decrecimiento ha sido el más alto entre las metrópolis junto con Barquisimeto, 1,8 % anual.

### Natalidad
Entre 2000 y 2011, de las cinco ciudades con mayor población de Venezuela, Maracay exhibió la más baja; 18 nacimientos por cada mil personas. En Caracas, Valencia y Barquisimeto en promedio han nacido por cada mil habitantes entre 20 y 21 niños.

### Mortalidad
Maracay ha exhibido la más baja tasa de defunción entre las cinco metrópolis (2000-2011); 4 fallecimientos por cada mil personas. La brecha entre Caracas y el resto de las áreas metropolitanas es superior a 2 fallecimientos por cada mil personas.

### Tasa de crecimiento
El crecimiento vegetativo o natural de la población es la cantidad de población que aumenta o disminuye como resultado de la compensación entre los nacimientos y las defunciones.
Maracay, al igual que Caracas, también son metrópolis localizadas en entidades federales que están en transición demográfica avanzada. Ambas ciudades promedian una TCV de 14 por 1000, el valor más bajo. Sin embargo, en Maracay el crecimiento total ha superado siempre al crecimiento natural; es una metrópoli que atrae población.

### Área metropolitana
El área metropolitana de Maracay está conformada, según el artículo 3 del plan de ordenación del territorio del estado Aragua, publicado en Gaceta Extraordinaria n.° 610 del 21 de noviembre de 1997, por todas las parroquias del municipio Girardot, conjuntamente con las ciudades de Turmero (municipio Santiago Mariño), El Limón (municipio Mario Briceño Iragorry), Cagua (municipio Sucre), Palo Negro (municipio Libertador), Santa Rita (municipio Francisco Linares Alcántara) y Santa Cruz (municipio José Ángel Lamas).
Debido al crecimiento que ha experimentado la ciudad desde hace años, Maracay se ha extendido fuera de sus límites municipales abarcando partes de los municipios Francisco Linares Alcántara, Mario Briceño Iragorry, Santiago Mariño, entre otros, funcionando como localidades dormitorio para la capital aragueña gracias al gran movimiento de habitantes que este ejerce en estas localidades.
La evolución de esta área y la gran movilización de personas ha tomado fuerza e importancia gracias a las industrias que se concentran en todas sus localidades, la gran actividad comercial que este viene experimentando y el crecimiento poblacional que va en aumento desde hace años, haciéndola una de las principales conurbaciones de toda Venezuela.

### Gentilicio
El gentilicio de los habitantes de Maracay es «maracayero/a».

## Infraestructura

### Educación
La educación en Maracay, así como en el resto del país, se divide en diferentes niveles. La educación inicial, corresponde al período entre los cero y los cinco años de edad, y está a cargo de los maternales y preescolares que tienen la finalidad de brindar a los niños las estimulaciones requeridas para su desarrollo integral y los jardines que ofrecen actividades técnico-pedagógicas. La educación primaria, cuya edad de ingreso para los niños es de seis años, está conformado por el primer y sexto grado. La educación secundaria consta de cinco años, de primero al quinto año, que puede ser media general y media técnica. Luego viene la educación superior que puede ser técnico o universitaria. El sistema de escuelas públicas y privadas es dependiente de la Zona Educativa de Aragua, y cuya sede se encuentra en la urbanización Caña de Azúcar. 

#### Escuelas
Según datos del Sistema de Gestión Escolar (SIGE), para 2015 la ciudad contaba con alrededor de 371 escuelas —la educación primaria y la educación secundaria están unificadas en Venezuela, llamándose simplemente escuela—. Además, hay escuelas nocturnas para adultos y escuelas técnicas especializada.

##### Educación universitaria
Las universidades públicas tienen un importante rol en la enseñanza e investigación, como la Universidad Nacional Abierta (f. 1977), la Universidad Nacional Experimental Politécnica de la Fuerza Armada Bolivariana, la Universidad Nacional Experimental Simón Rodríguez, la Universidad Pedagógica Experimental Libertador (f. 1971), entre otras. También existen otras universidades de carácter privado, como el Instituto Universitario Politécnico Santiago Mariño (f. 1991). Igualmente se encuentran instituciones educativas militares como la Academia Militar de la Aviación Bolivariana (f. 1920), la Academia Técnica Militar Bolivariana (f. 2009), así como del desarrollo de funcionarios de seguridad públicos, como la Universidad Nacional Experimental de la Seguridad.
En el área metropolitana de Maracay se encuentran las facultades de Agronomía y Ciencias Veterinarias de la Universidad Central de Venezuela, las facultades de Ciencias de la Salud y Ciencias Económicas y Sociales de la Universidad de Carabobo, la Universidad Bicentenaria de Aragua, entre otras.

#### Bibliotecas

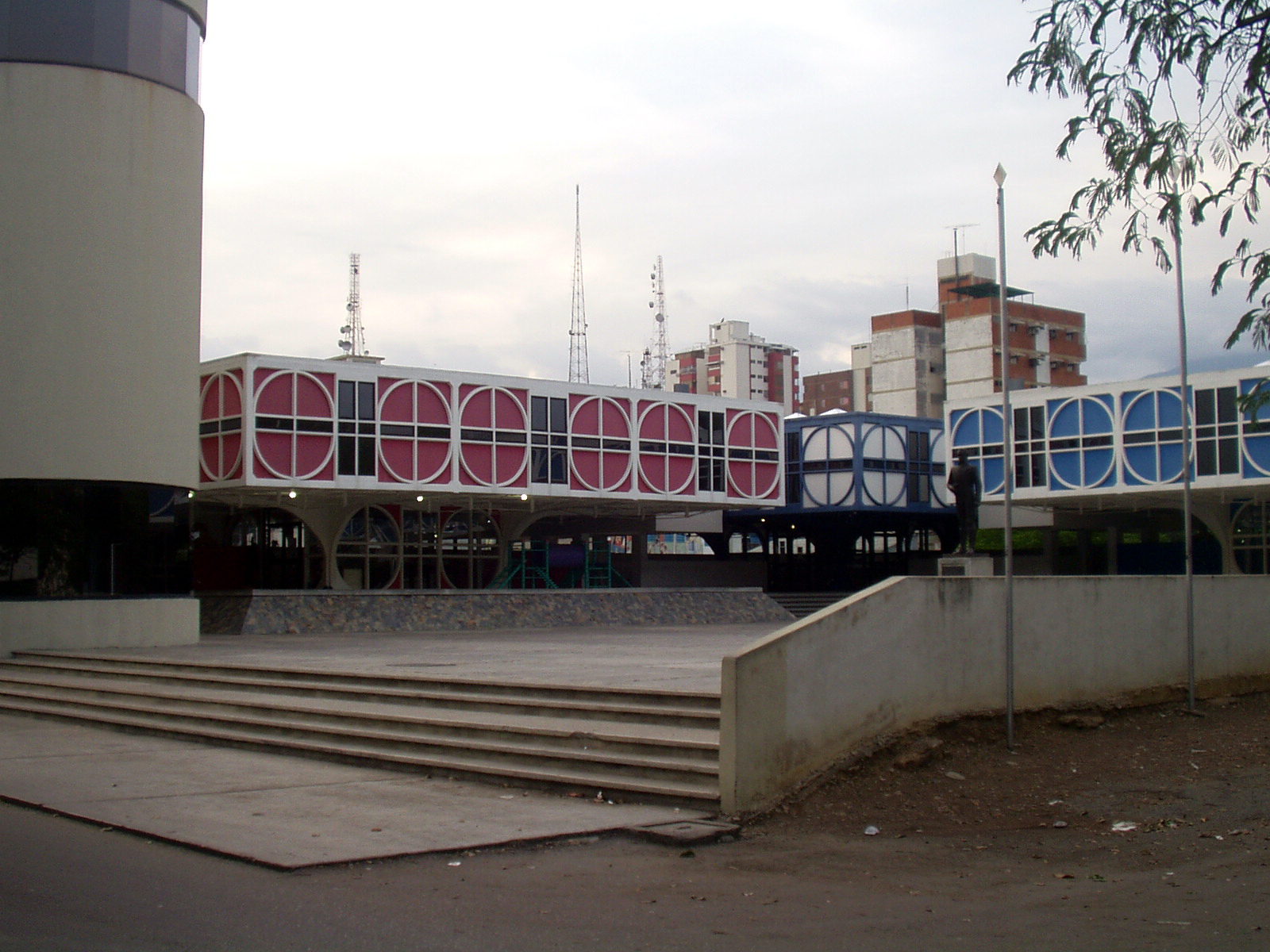
Sede de las Bibliotecas Virtuales.

A pesar de que la ciudad no posee muchas bibliotecas, si destacan algunas que fungen como bibliotecas académicas y centros de información científica. Entre ellas se encuentran la sede de las Bibliotecas Virtuales, la Biblioteca Pública Central «Agustín Codazzi», la Biblioteca Pública «Juan González Baquero», la Biblioteca Pública Especializada CRAM (Centro Regional de Apoyo al Maestro), la Biblioteca Pública Especializada «Escuela de Artes Dramáticas», la Biblioteca Pública Especializada «Colegio de Periodistas», la Biblioteca Pública Especializada «Escuela de Artes Visuales», los salones de lectura «Aquiles Nazoa», «José Antonio Maitin», y «Rómulo Gallegos», entre otros.

### Salud

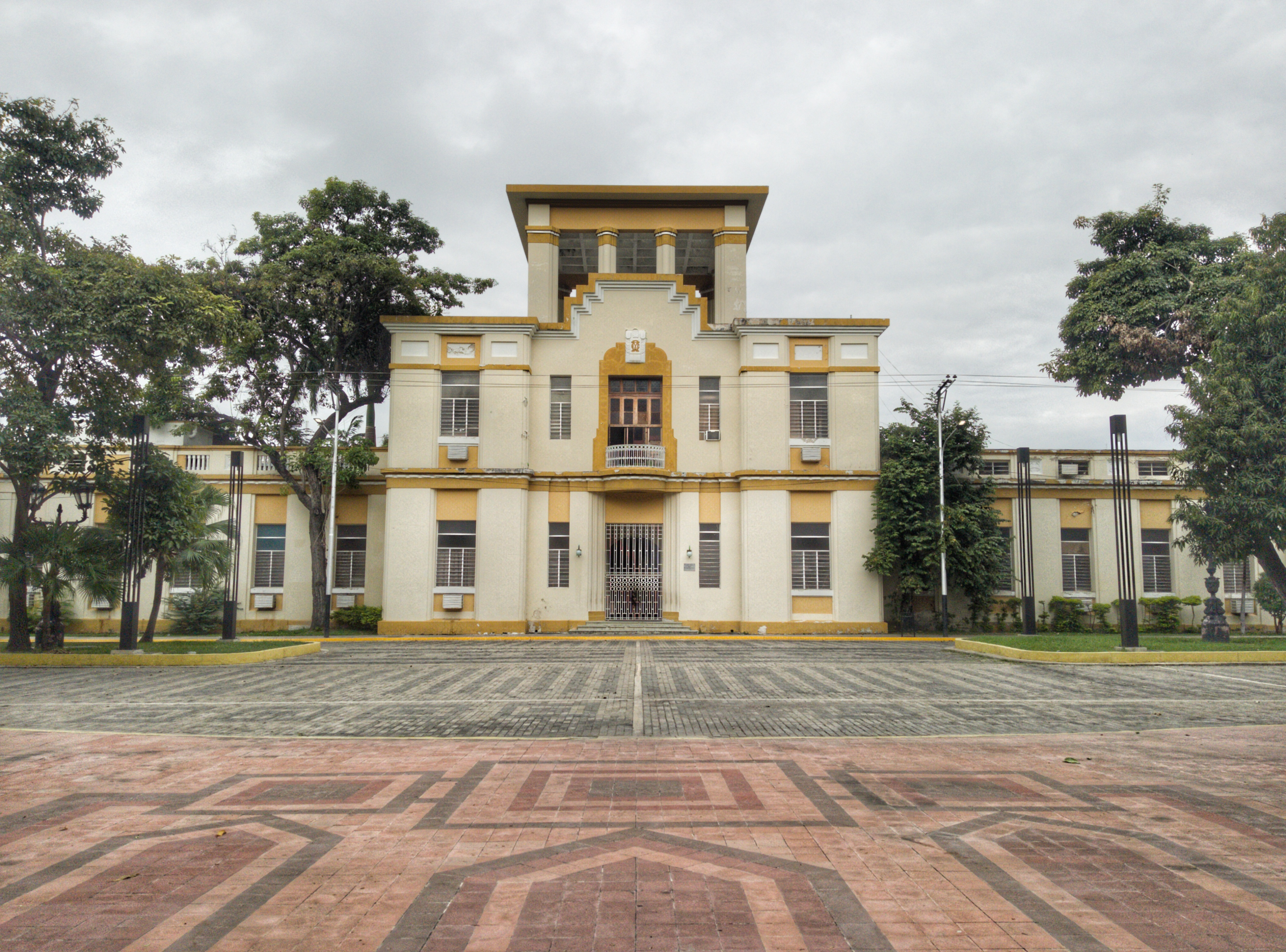
Vista frontal del Hospital Civil de Maracay.

La ciudad cuenta con varios centros hospitalarios y clínicas privadas. Entre las más importantes se encuentra el Hospital Civil de Maracay, construido en 1930 y centro de atención de más de 1500 pacientes con VIH; el Ambulatorio del Norte, inaugurado en 2004 y diseñado para cubrir las necesidades de la población y aliviar los servicios del Hospital Central de Maracay; el Hospital Central de Maracay, establecimiento de atención médica pública tipo IV con 552 camas presupuestadas; el Seguro de San José, adscrito al Instituto Venezolano de los Seguros Sociales que cuenta con 200 camas y atiende a más de 10 000 personas al mes en los servicios de consultas hospitalarias, ginecológicas y obstétricas, emergencias para adultos y niños en salas separadas, así como radiología y laboratorio clínico; el Hospital Los Samanes inaugurado en 1989 bajo la figura de una fundación privada, la cual a partir de 2009 es pública; la Clínica psiquiátrica de Maracay, dedicado al diagnóstico y tratamiento de enfermedades psiquiátricas o mentales, entre otros.
La ciudad también es sede del Instituto de Altos Estudios Arnoldo Gabaldón, una institución gubernamental encargada de formar y capacitar profesionales y técnicos y crear líneas de investigación en el área de la salud pública en Venezuela. Se especializa en lo que es la malariología. Su edificio fue declarado monumento nacional.

### Transporte
Por su ubicación en el centro del país, Maracay es uno de los puntos de confluencia de las principales carreteras del país. Maracay se comunica en gran parte con las ciudades del centro y alrededores a través de la autopista Regional del Centro, siendo la redoma El Avión su punto de acceso.

#### Transporte terrestre
La red de autobuses urbanos está supervisada por la municipalidad de Girardot, y están operadas por cooperativas de autobuses y camionetas que se desplazan desde los barrios y urbanizaciones casi siempre hacia el centro de la ciudad y hacia el terminal de pasajeros de Maracay.

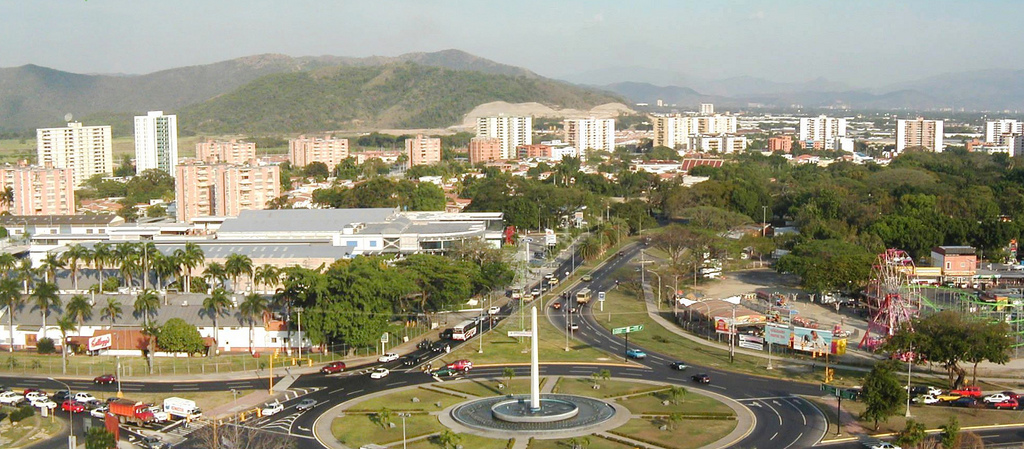
La redoma de San Jacinto es una de las arterias viales más concurridas de la ciudad.

TransMaracay, fue el nombre que recibió un sistema de transporte masivo localizado en la avenida Constitución. Fue inaugurado formalmente en abril de 2015 con un tramo inicial de 8,1 kilómetros y once estaciones que recorren algunos de los sectores más importantes de Maracay como parte del programa que busca mejorar la movilización de pasajeros en el Área Metropolitana de Maracay. Sin embargo; para 2024 ya el sistema había dejado de funcionar La ciudad también cuenta con el sistema de autobuses TransAragua, cuyo servicio público cubre cinco rutas urbanas y suburbanas del área metropolitana de Maracay.
Entre las vías más importantes se encuentran la carretera Maracay-Choroní, la avenida Las Delicias, la avenida Sucre, entre otros.

#### Transporte aéreo
El Aeropuerto Los Tacariguas es el principal y único terminal aéreo la ciudad. Está ubicado en la base aérea Mariscal Sucre. Su sede sirve como aeropuerto comercial nacional, además de base militar. Fue abierto a la población civil en noviembre de 2010 para brindar una alternativa aérea a los habitantes del estado Aragua, quienes anteriormente debían recurrir a las ciudades de Valencia o Caracas para tomar enlaces aéreos.

### Militar

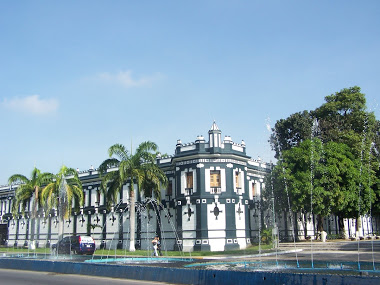
Vista del Cuartel Sucre.

Desde inicios de los años 1920, la ciudad empezó a llenarse de cuarteles, bases militares, arsenales y barracas debido a sus ventajas estratégicas: queda a una hora de la costa, está a mitad de camino entre Caracas y Valencia, y conecta los valles del norte con los llanos centrales y el oriente con el occidente. Así mismo alberga un gran número de batallones de estos cuerpos, así como de muchos otros.

### Urbanismo
Con la llegada de Juan Vicente Gómez al poder, Maracay sufrió una fuerte transformación urbanística y económica, pero no es hasta la segunda mitad del siglo XX, cuando se produce una rápida industrialización de la ciudad, donde se desarrollaron diez zonas industriales. En los años 1940 la ciudad vio como se levantaban urbanizaciones como Calicanto, El Hipódromo, en los años 1950 Piñonal y La Barraca. En las memoria del Banco Obrero de 1953 se contabilizó la construcción de 54 casas en la urbanización La Barraca para la clase media, mientras que en las memorias de 1954: 52 casas para clase obrera y 76 apartamentos para clase media. Si bien estos desarrollos no podrían considerarse significativos, sí representaron el inicio del proceso de urbanización de algunos sectores en la ciudad que se consolidaría con la construcción de la autopista Regional del Centro. Posteriormente se edificarían urbanizaciones como la Fundación Mendoza.
La década de 1980 fue una época de fuerte crecimiento para Maracay, lo que hizo que fuera expandiendo sus fronteras más allá del caso central de la ciudad, entre ellos los terrenos que una vez fueron propiedad del general Juan Vicente Gómez, construyendo zonas residenciales  (como la urbanización San Jacinto), de amplias avenidas y edificios.
Ya en 1981, de las 9 648 hectáreas urbanizadas de la ciudad, 539 correspondían a un área industrial permitida. Sin embargo, el equilibrio entre la industrialización, el crecimiento demográfico excesivo, el equilibrio de la vivienda y la oferta de tierras, no fueron a la par. Por lo tanto, comenzó la invasión de antiguas propiedades de cierto tamaño y se instalaron ranchos sin saneamiento mínimo y otros servicios públicos. Posteriormente, las agencias oficiales le dieron legalidad para legitimar su formación, y en muchos casos no se proporcionó ninguna compensación a los propietarios legales de las tierras invadidas.

## Economía
Maracay es una de las ciudades más importantes de Venezuela, además de ser un gran centro industrial y comercial. La ciudad produce papel, textiles, productos químicos, alimentos derivados de ganado (como la leche o la carne en conserva), así como jabón y perfumes. Actualmente, Maracay sirve como establecimiento de grandes industrias en el sector metalmecánico, alimentario, papelero, farmacéutico, y textil. Después de Valencia, Maracay es la segunda zona industrial de Venezuela.
En el área metropolitana de Maracay destacan los empleos industriales y de servicios que se generan en él, como importantes industrias metalmecánicas, farmacéuticas, químicas, textiles, agroindustriales y procesadoras de alimentos. De significación son las actividades de transportistas y comerciantes.
A pesar de que es un centro industrial, en los alrededores de Maracay se vive de una agricultura intensiva, donde la caña de azúcar, el tabaco, el café y el cacao se destacan como los principales productos. También está presente en menor medida la ganadería y la silvicultura.

### Industria

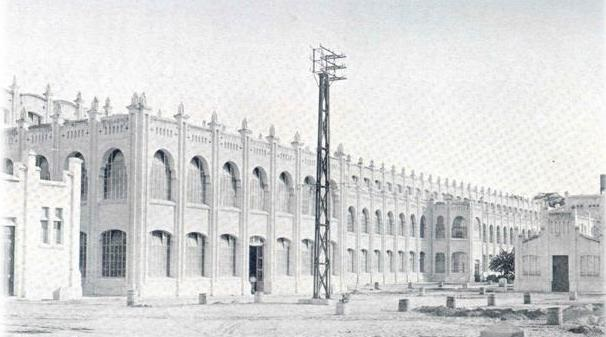
Vista del edificio principal de Telares de Maracay —hoy C. C. Estación Central— en 1925.

El proceso de industrialización en Maracay comenzó con la fundación del Lactuario de Maracay en 1908, y de Papeles Maracay en 1912, así como con la apertura de una serie de industrias fundadas por Juan Vicente Gómez a finales de los años 1920, que posteriormente serían confiscadas por el Estado, y que fueron adscritas a la Corporación Venezolana de Fomento en mayo de 1946. Entre estas industrias figuraban Telares de Maracay, el Lactuario de Maracay, y Fábrica de Aceites Maracay. Estas industrias solo recibieron apoyo para su modernización y consolidación hasta en 1952, ya que con la llegada al poder de Marcos Pérez Jiménez, dichas industrias dejaron de ser consideradas prioritarias, por lo que el Estado decidió ponerlas en venta, como en el caso de Telares y el Lactuario, y en liquidación, como en el caso de la Fábrica de Aceites. Otra de las empresas de la época de Gómez que se adscribió al Ministerio de Agricultura y Cría, y que fue vendida al Banco Agrícola y Pecuario, fue la Ganadera Industrial Venezolana, también conocida como Matadero Industrial La Ganadera.
Para inicios de los primeros años de la década de los cincuenta se construyó en Maracay la primera zona industrial, llamada San Miguel, con el objetivo de atraer la inversión extranjera directa que se instaló en el país dentro de la política desarrollista conocida como Industrialización por sustitución de importaciones (ISI). Empresas norteamericanas químicas, metalmecánicas, textiles, así como también pequeños inversores, llegaron a la ciudad. Igualmente en 1951, se creó la empresa Electricidad de Maracay, cuya central termoeléctrica de La Cabrera se encontraba construida para ese año, cuya finalidad era impulsar la industria de la región central y suministrar electricidad a precios económicos a la población.
Otro hito de este proceso de industrialización lo constituyó el establecimiento en 1948 de la empresa norteamericana SUDAMTEX, y cuya materia prima era procesada por la industria Celanese que también se instaló en Maracay.

### Turismo

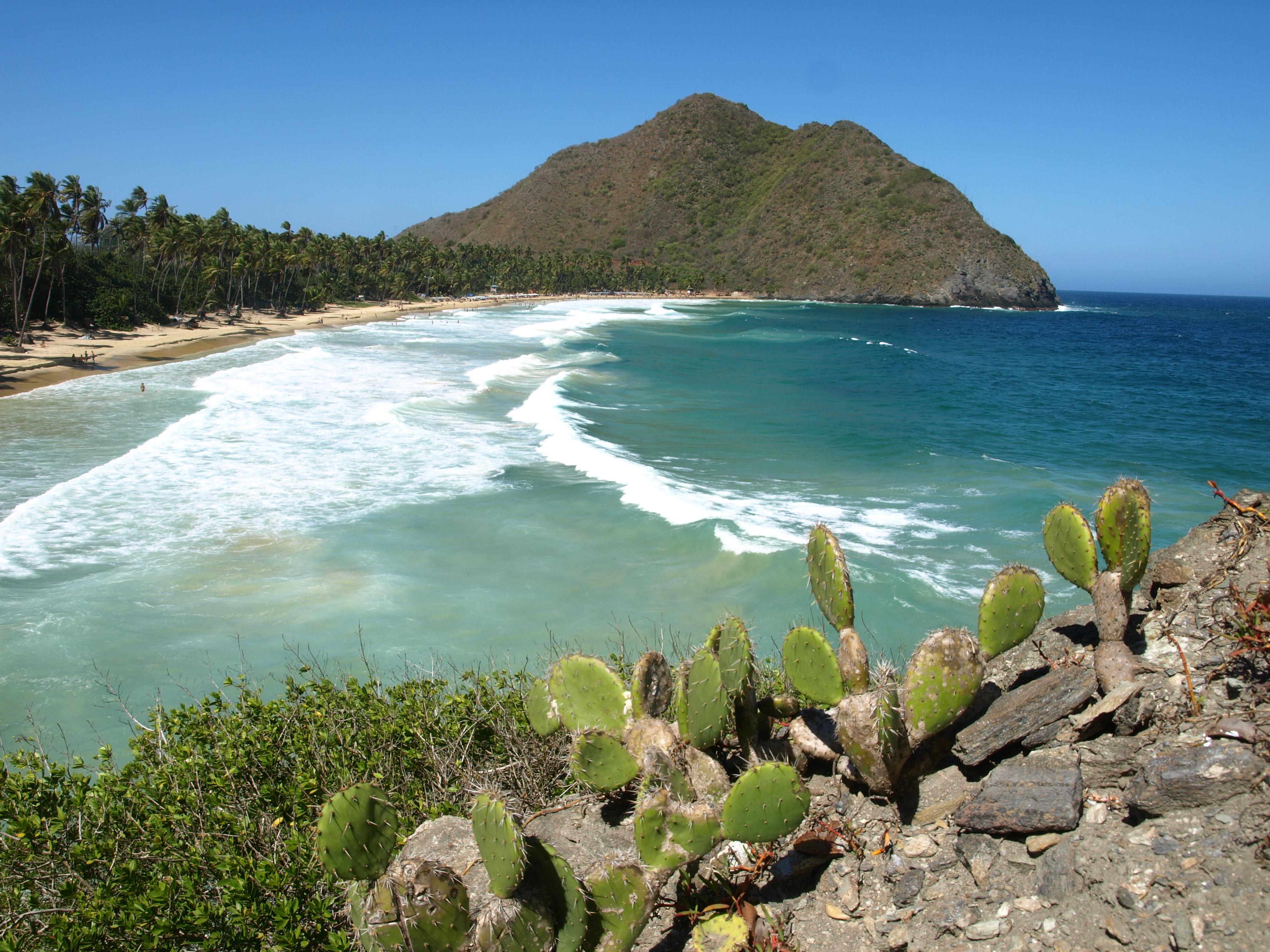
Vista de la Cordillera de la Costa en Choroní siendo bañada por las aguas del mar Caribe.

Durante el gobierno de Juan Vicente Gómez, Maracay se había convertido en el centro de la incipiente actividad turística que se comenzaba a desarrollar en Venezuela, impulsada por el estado Aragua, donde Gómez había decidido hacer su principal lugar de residencia. Durante este período se construyeron dos principales hoteles, en 1919 el pequeño Hotel Maracay en la calle López Aveledo y en 1929 el Hotel Jardín. El Hotel Jardín estaba ubicado en el centro de la ciudad y considerado la joya de la corona de la hotelería gomecista. Sin embargo, a comienzos de los años 1950 se aprobó la construcción de un nuevo Hotel Maracay, al norte de la ciudad, adaptándola a las exigencias del turismo internacional de la época. Así, el Hotel Maracay, obra del arquitecto Luis Malaussena, se convirtió en el último eslabón de la privilegiada época arquitectónica de Maracay.
La ciudad cuenta con diversas opciones para ofrecer, una de sus formas más notables es el turismo ecológico, ya que en ella se encuentra el principal monumento histórico natural, el cual es el parque nacional Henri Pittier, el cual fue promulgado el 13 de febrero de 1937, convirtiéndolo en el primer parque nacional del país. Este parque cubre 107 800 hectáreas y se encuentra entre los estados Aragua y Carabobo. Igualmente se encuentra el parque Guamita que conduce a Ocumare de la Costa y al parque Las Cocuizas, estas conducen a las estaciones biológicas de Choroní y Rancho Grande, en donde se encuentra un museo de aves.
Las playas también son un destino turístico muy frecuentado. Ubicadas en la parroquia Choroní (la cual ofrece un recorrido por el pasado colonial de Venezuela), estas, y las playas adyacentes a Puerto Colombia, ofrecen una franja costera de casi un kilómetro de largo, bañada por el mar Caribe. La playa, oceánica y con un extenso bosque de cocoteros, está limitada por las montañas de la cordillera de la Costa que caen directamente al mar.
La ciudad cuenta también parques de diversas índoles, como el parque acuático Metropolitano, o con complejos como el polideportivo Las Delicias. Otro sitio de interés es el zoológico de Las Delicias, fundado por Juan Vicente Gómez en tierras de su propiedad. Los museos a su vez son parte importante de esta actividad, en ella se encuentra el museo de Antropología e Historia, el museo Aeronáutico adscrito a la Aviación Militar Bolivariana.
Entre otros sitios icónicos de la ciudad, están la Maestranza César Girón, obra de Carlos Raúl Villanueva; el teatro de la Ópera, y el museo de Arte Contemporáneo Mario Abreu.

## Medios de comunicación

### Prensa escrita
La imprenta es introducida en Maracay a finales de 1879 por Vicente Gordill. En dicha imprenta, se editó el primer ejemplo de prensa escrita en la ciudad, titulado como La Escuela liberal, el 7 de enero de 1880. Sin embargo, el primer diario de la ciudad fue Paz y Labor, fundado como semanario y luego convertido al formato de diario el 4 de octubre de 1926.
Posteriormente circuló El Paréntesis, dirigido por el coronel Gregorio Vega, un semanario que luego circularía como diario en 1933 hasta la muerte del general Juan Vicente Gómez. Le siguieron algunos semanarios de importancia como Última Hora, Aragua, Brújula, Justicia, Cartel, Tacarigua, El Pueblo, Opinión, Avance, entre otros. El Imparcial comenzó como seminario el 5 de noviembre de 1960, y se inicia como diario el 13 de diciembre de 1963. Opinión e Impacto quisieron ser diarios, pero circularon muy poco tiempo.
En enero de 1972 comienza a publicarse El Aragüeño, fundado por Martín Villarroel y hoy propiedad del Grupo Sindoni. En marzo de ese mismo año sale El Siglo, quien se mantiene hasta la fecha como el diario de mayor circulación en la ciudad. Posteriormente se publicó el diario El Comercio que dejó de circular en 1982 por problemas económicos. El 2 de mayo de 1986 sale El Periódico, cambiando de nombre a El Periodiquito en 1988.

### Radio
Desde Maracay emiten decenas de emisoras de tipo AM y FM con alcance local, nacional e internacional. Entre las emisoras de radio maracayeras se encuentra Radio Maracay, pionera en el estado Aragua, Radiovisión (650 AM), Radio Universal (1.080 AM), Unión Radio Noticias (1.430 AM), Radio Nacional de Venezuela (89.3 FM), Éxitos (93.1 FM), Rumbera Network (93.9 FM), La Mega (96.5 FM), La Romántica (98.1 FM), La X (102.7 FM),  Rumba FM (105.1 FM), Capital FM (105.5 FM), Fiesta (106.1 FM), entre otras.

### Televisión
En la actualidad, Maracay es sede de solamente dos canales de televisión: TVS (fundado en 1994) y TeleAragua (fundado en 2013).
La ciudad también cuenta con numerosos proveedores de televisión por suscripción y de televisión por satélite como: Inter, Movistar TV, Netuno, SuperCable, entre otros.

## Cultura y sociedad

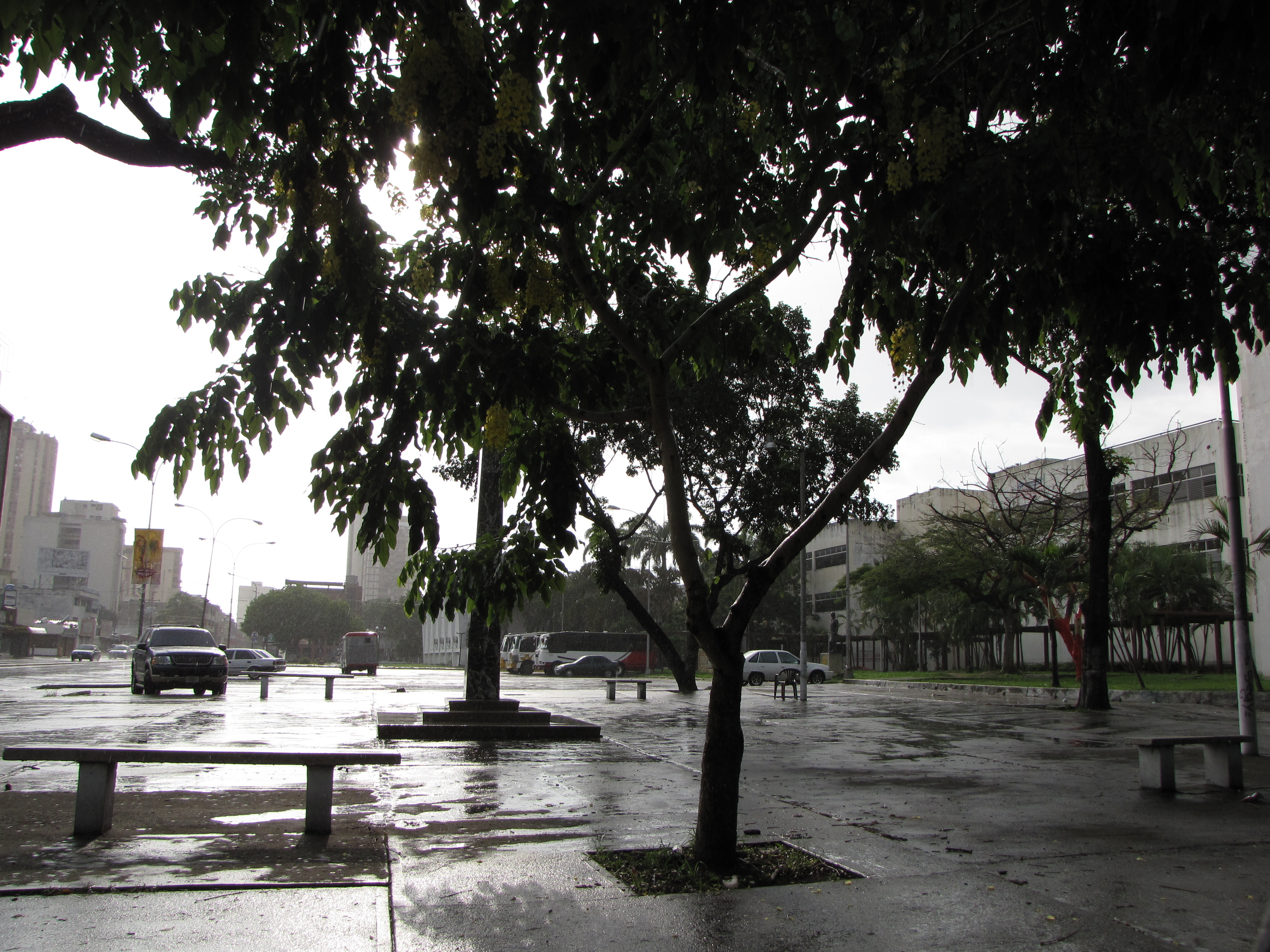
Exteriores del Complejo Cultural Santos Michelena, sede de la Casa de la Cultura.

En la ciudad se viene implantando desde el desarrollo urbanístico, sin dejar atrás las vivencias culturales. Los eventos folclóricos más importantes son las corridas de toros en la Maestranza César Girón, donde se realizan becerradas, novilladas, etc. La Feria de San José es otra festividad importante por ser el Santo Patrono de Maracay en la que se realizan conciertos de distintos géneros musicales, la elección de la reina de San José mediante un concurso de belleza, y en ocasiones se realizan desfiles. Adicionalmente, mucha de la actividad cultural de la ciudad se desprende de las actividades realizadas en el Complejo Cultural Santos Michelena ubicado en la avenida 19 de Abril con calle Junín, siendo la Casa de la Cultura, donde se desarrollan las actividades de la Escuela de Música Federico Villena, las clases del núcleo del Sistema Nacional de Orquestas y Coros Juveniles e Infantiles de Venezuela y adicionalmente es sede de la Escuela de Artes Visuales Rafael Monasterios. A su vez, la ciudad cuenta con un conservatorio de música que ofrece estudios en dicha arte.
Por otra parte, la presencia de comunidades de emigrantes españoles, italianos, portugueses, alemanes, entre otros, han ido aportando a la ciudad actividades de índole cultural de distinto tipo que se realizan en sus respectivas instalaciones, como el Centro Hispano, la Casa Italia (f. 1969), la Casa Portuguesa, el Club Germano —donde se viene celebrando desde la década de 1990 eventos al estilo del Oktoberfest—, el Monte Líbano, entre otros. En el año 2013 se inauguró una sede de la Alianza Francesa en Maracay que aporta también actividades regulares de difusión de la cultura y lengua francesa durante todo el año.
La mayor parte de los eventos culturales con patrocinio estatal que se realizan en la ciudad ocurren en las instalaciones del Teatro Ateneo y el Teatro de la Ópera, así como también en los distintos centros universitarios que tienen sede en la ciudad.
Queda una deuda histórica con la zona sur de la ciudad en cuanto a la necesidad de construir espacios culturales y recreativos en esa zona los cuales son inexistentes.

### Arquitectura

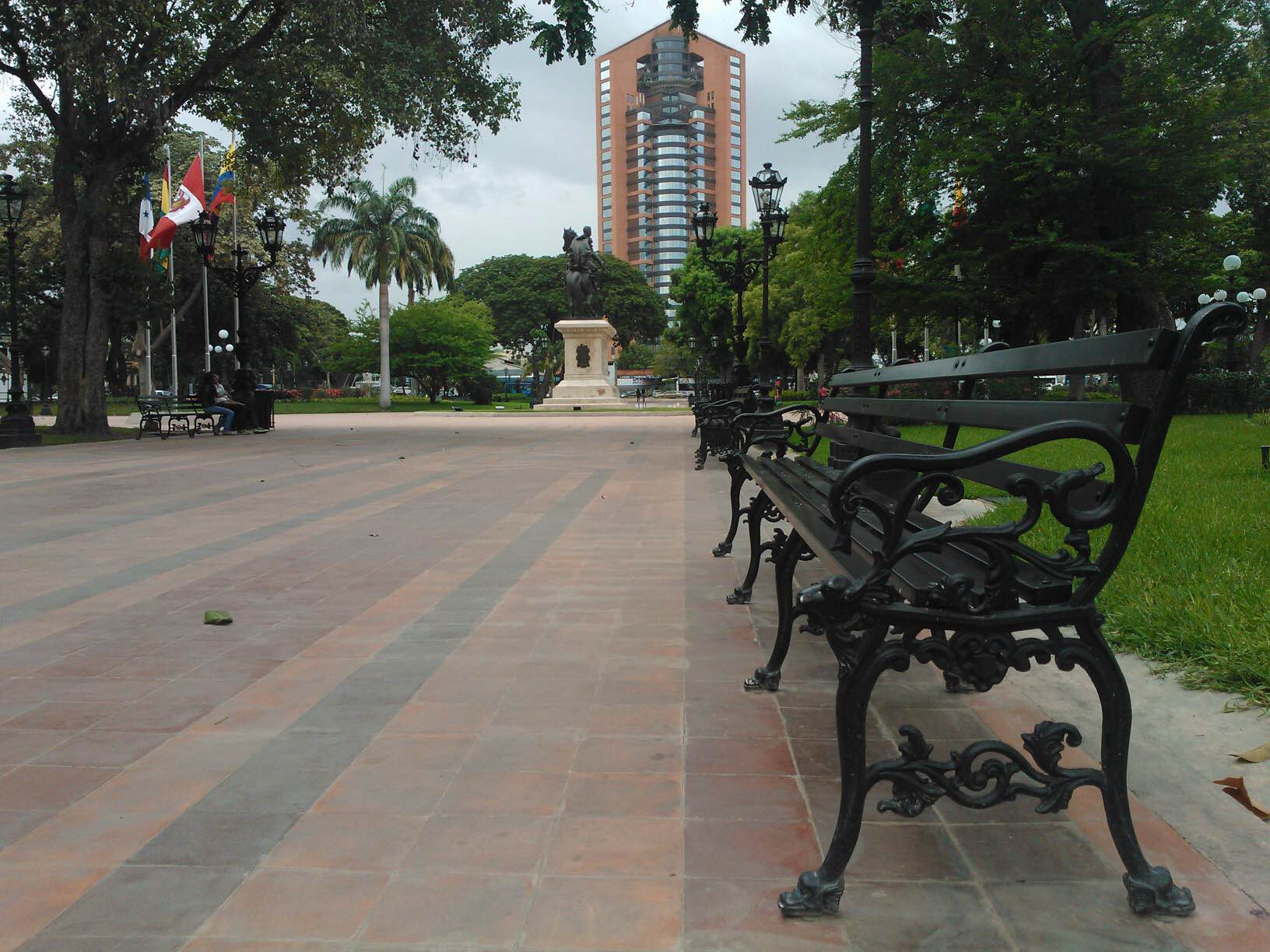
Puede notarse la continuidad arquitectónica entre dos íconos de la ciudad, la plaza Bolívar y al fondo la Torre Sindoni, el rascacielos más alto del interior del país.

La arquitectura maracayera se caracteriza por poseer una mezcla de estilos como se refleja en los cambios entre las tendencias a lo largo de varios períodos de la historia de la ciudad. Ejemplos de la arquitectura colonial incluyen estructuras tales como la catedral de Maracay.
Después de la independencia de Venezuela, un cambio gradual hacia los estilos neoclásico y art déco tuvieron lugar en la ciudad. Muchas de estas construcciones fueron influenciadas por el estilo arquitectónico francés. Algunos edificios del gobierno, así como las principales instituciones culturales fueron construidas en este período de tiempo arquitectónico. El siglo XX ha visto la edificación de la Torre Sindoni, el rascacielos más alto del interior del país, y a su vez particularmente se han construido edificios de menor tamaño en las zonas urbanas de la ciudad.

#### Plazas, parques y jardines
En la actualidad Maracay cuenta con parques que forman parte del patrimonio de la ciudad y del país. El parque Santos Michelena, ubicado entre las avenidas Ramón Narváez y Bolívar, es uno de los parques más antiguos de la ciudad, además de estar muy ligado al deporte por su cantidad de espacios deportivos distribuidos dentro de sus 8 ha. Al otro extremo de la ciudad, al final de la avenida Constitución se encuentra el parque acuático metropolitano, que con sus 26 ha es el parque más grande, y el único parque acuático de Maracay. El parque recreativo Carlos Raúl Villanueva, antiguo Country Club, ubicado a lo largo de la avenida Las Delicias, es también uno de los parques más visitados por la población, así como también lo es el parque El Ejército, también conocido como Las Ballenas, de la avenida Sucre, por su fuente de soda, instalaciones para hacer ejercicios y espacios de comida.
Otro parque importante es el parque de Ferias de San Jacinto, provisto de áreas verdes, cuadra ecuestre, parque de atracciones mecánicas y servicios de comida rápida, así como espacios deportivos. A su vez, el parque zoológico Las Delicias, es el único zoológico de la ciudad. En 2015 se proyectó una ampliación de dicho zoológico, así como la inclusión de un acuario. Cabe destacar que este zoológico es el más antiguo de Venezuela y el segundo más antiguo de toda Latinoamérica y nació como una colección privada de animales de Juan Vicente Gómez, en el año de 1915.
Igualmente la ciudad de Maracay está provista de importantes plazas, como la plaza Bolívar, en su tiempo considerada la plaza más grande de América del Sur. La plaza Girardot es la plaza más longeva de la ciudad, ya que acompañó a la ciudad incluso antes de su fundación, cuando por entonces se llamaba plaza Mayor. La plaza Bicentenaria, ubicada en pleno centro histórico de Maracay, también es otra de las plazas más importantes.
Otras plazas menores como la plaza El Ancla, plaza Felipe Guevara Rojas, plaza La Soledad, entre otras, pueden ser visitadas en cualquier día del año.

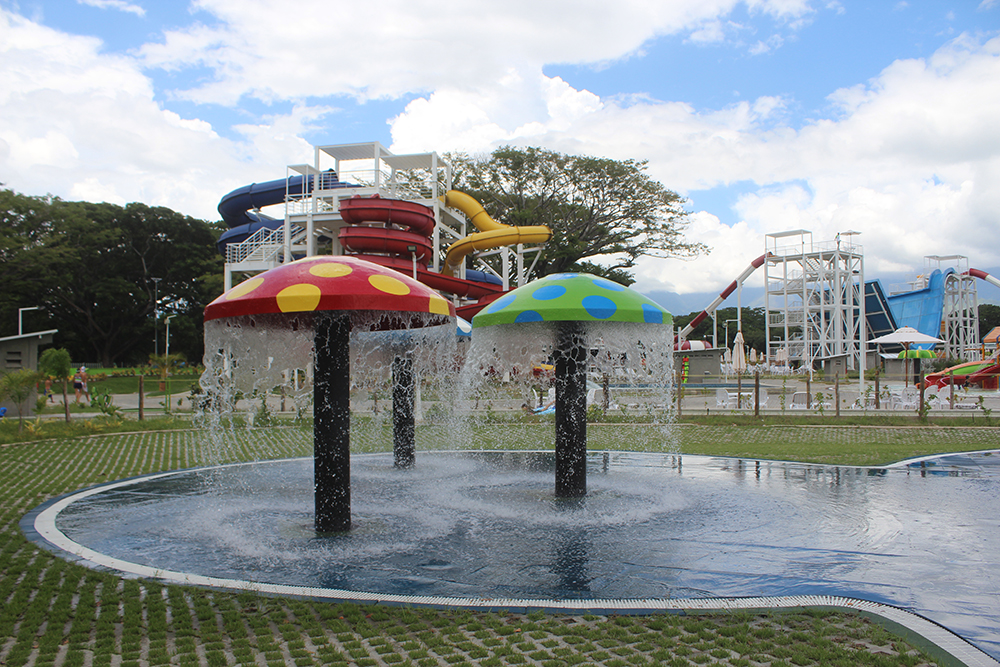
Parque acuático metropolitano.
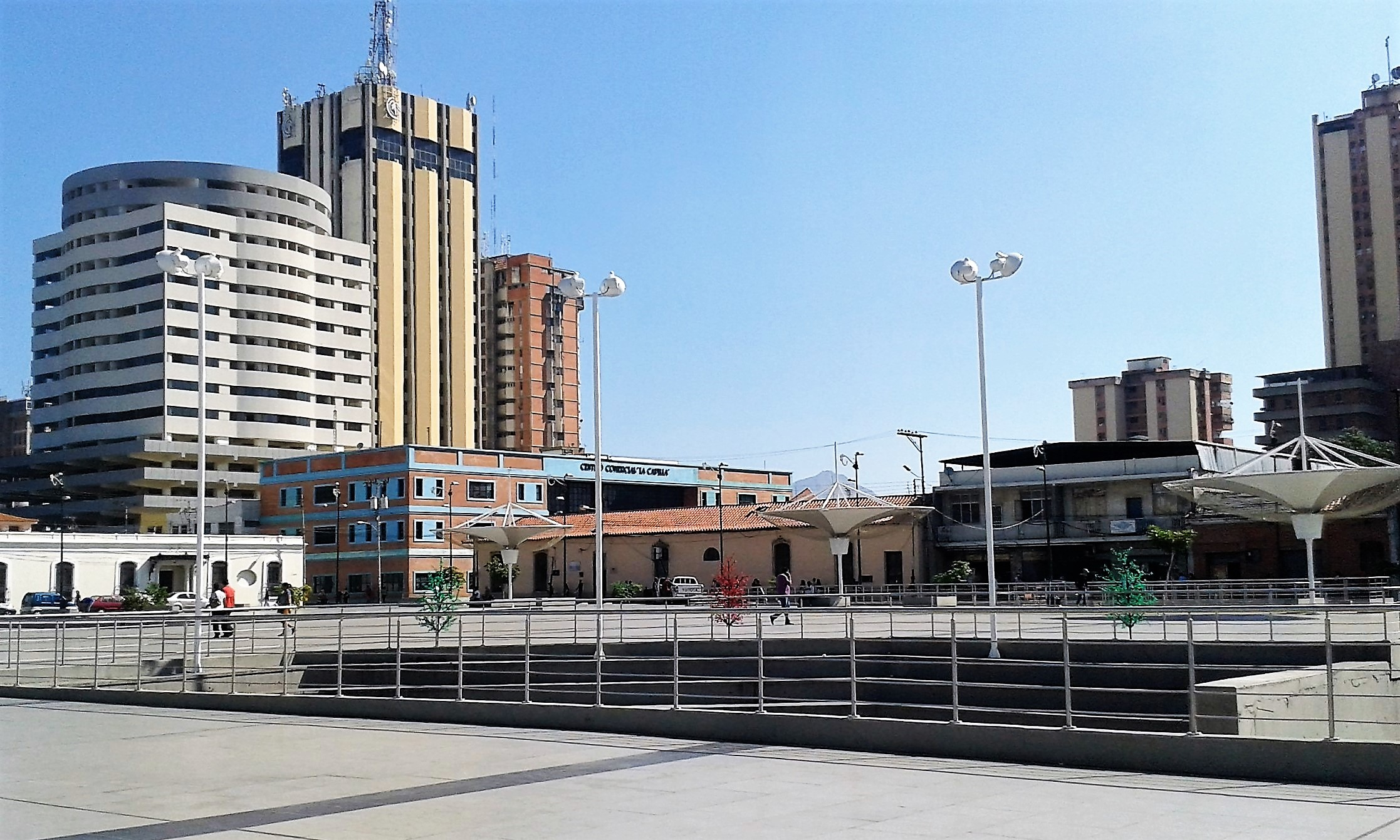
Plaza Bicentenaria.
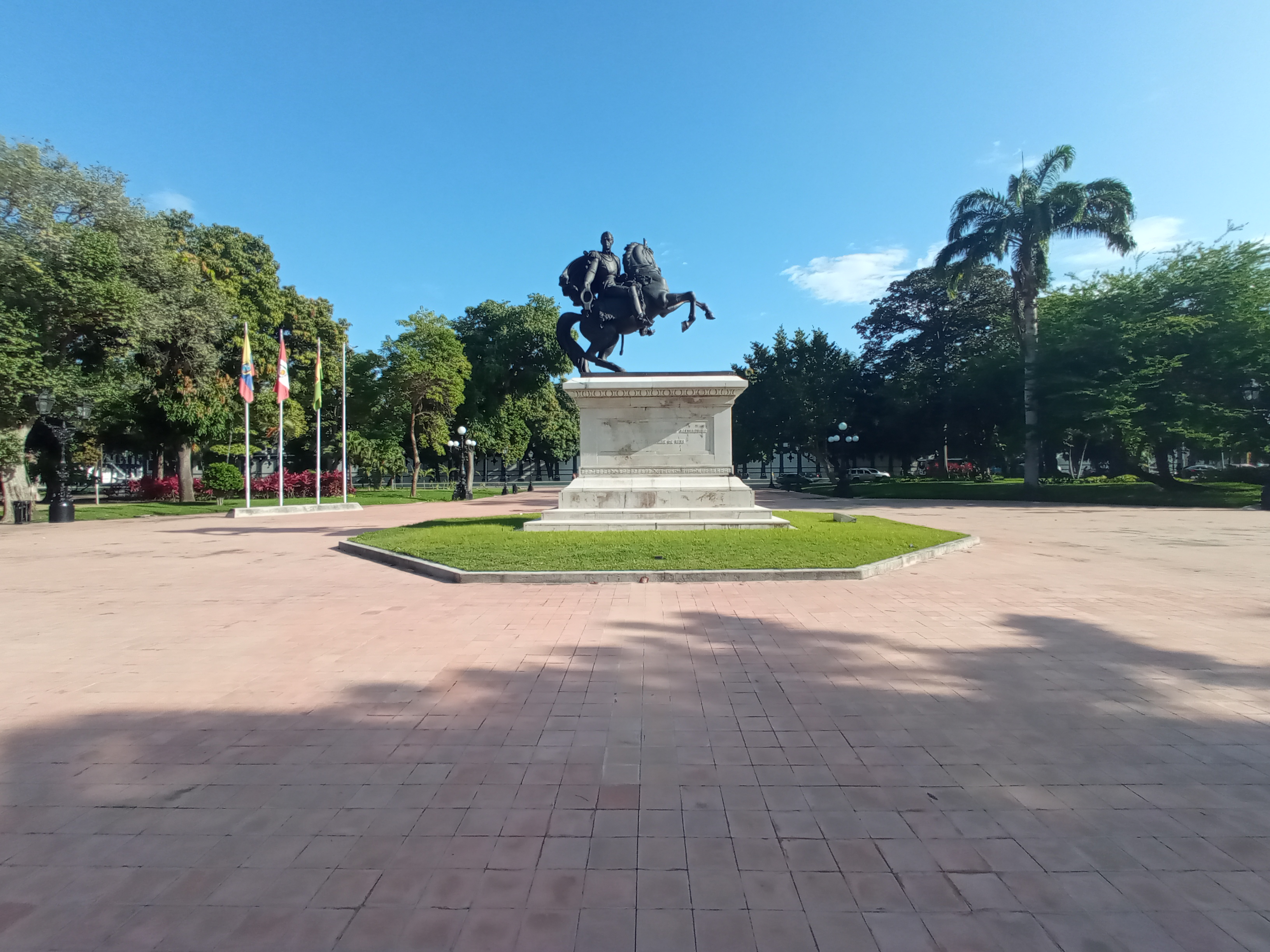
Plaza Bolívar.
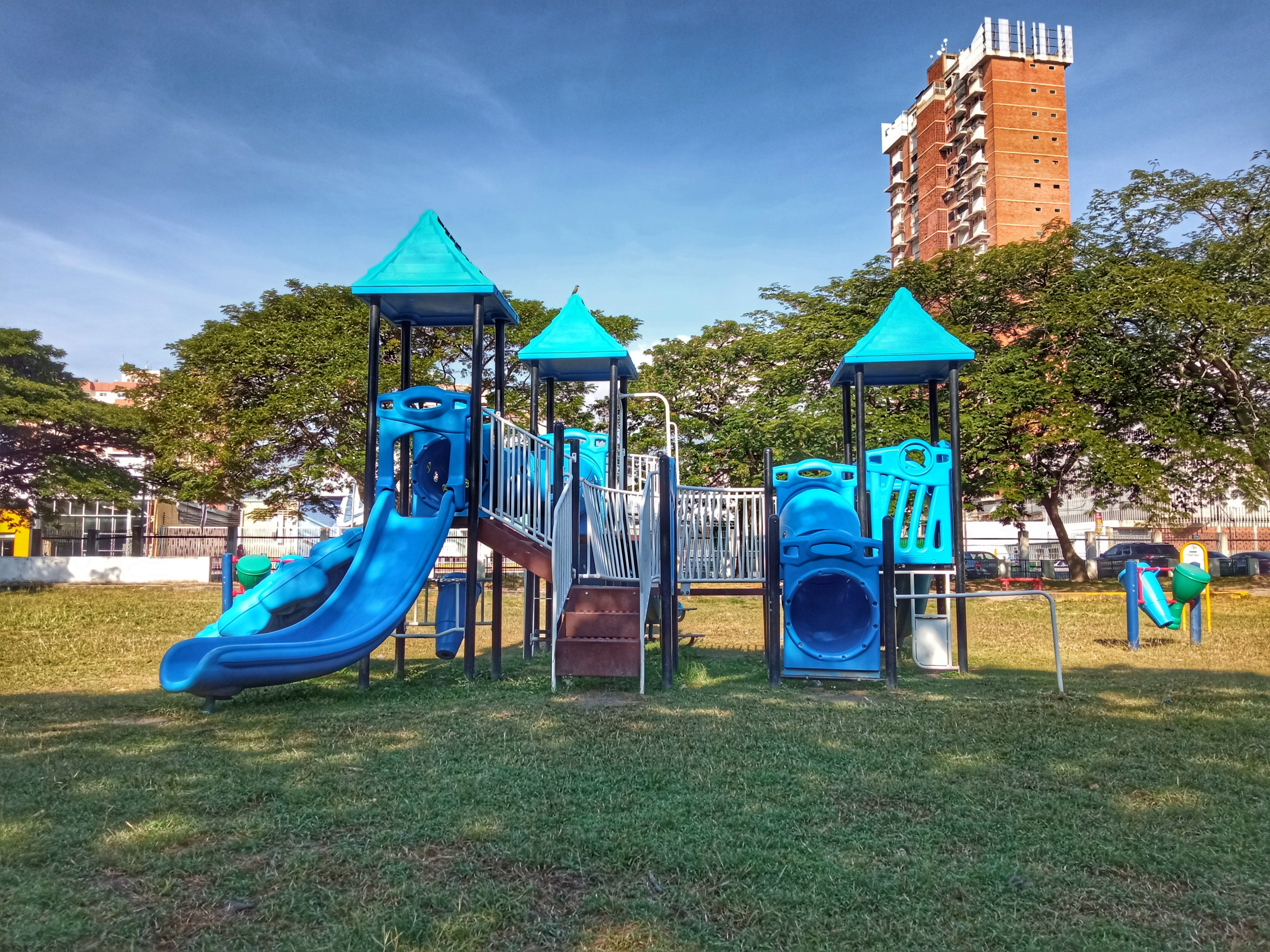
Parque Santos Michelena.
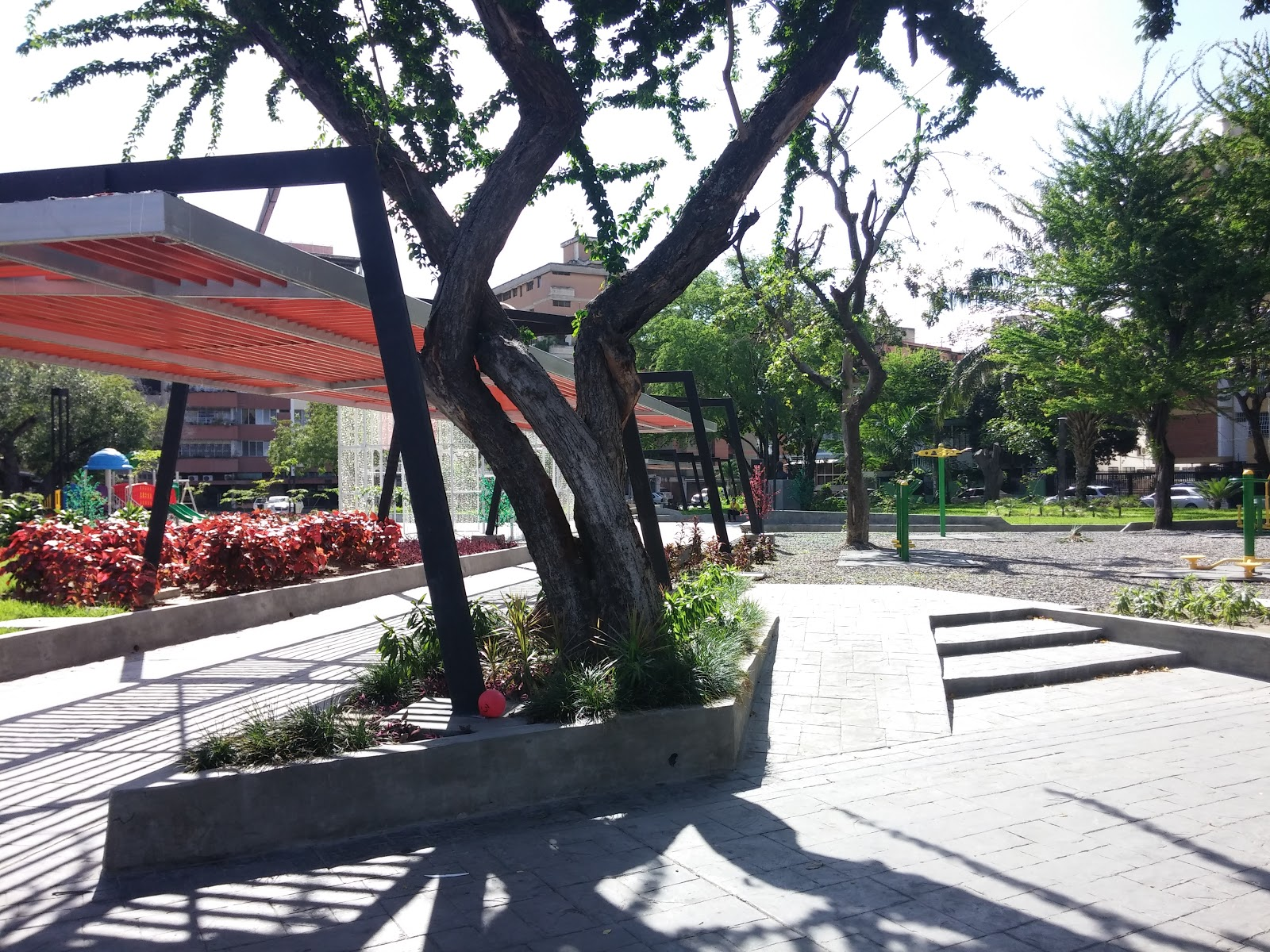
Plaza La Soledad.
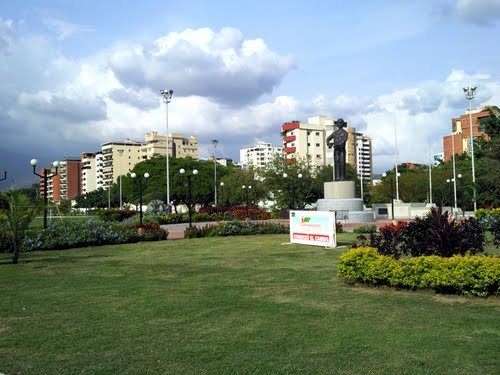
Parque Las Ballenas.
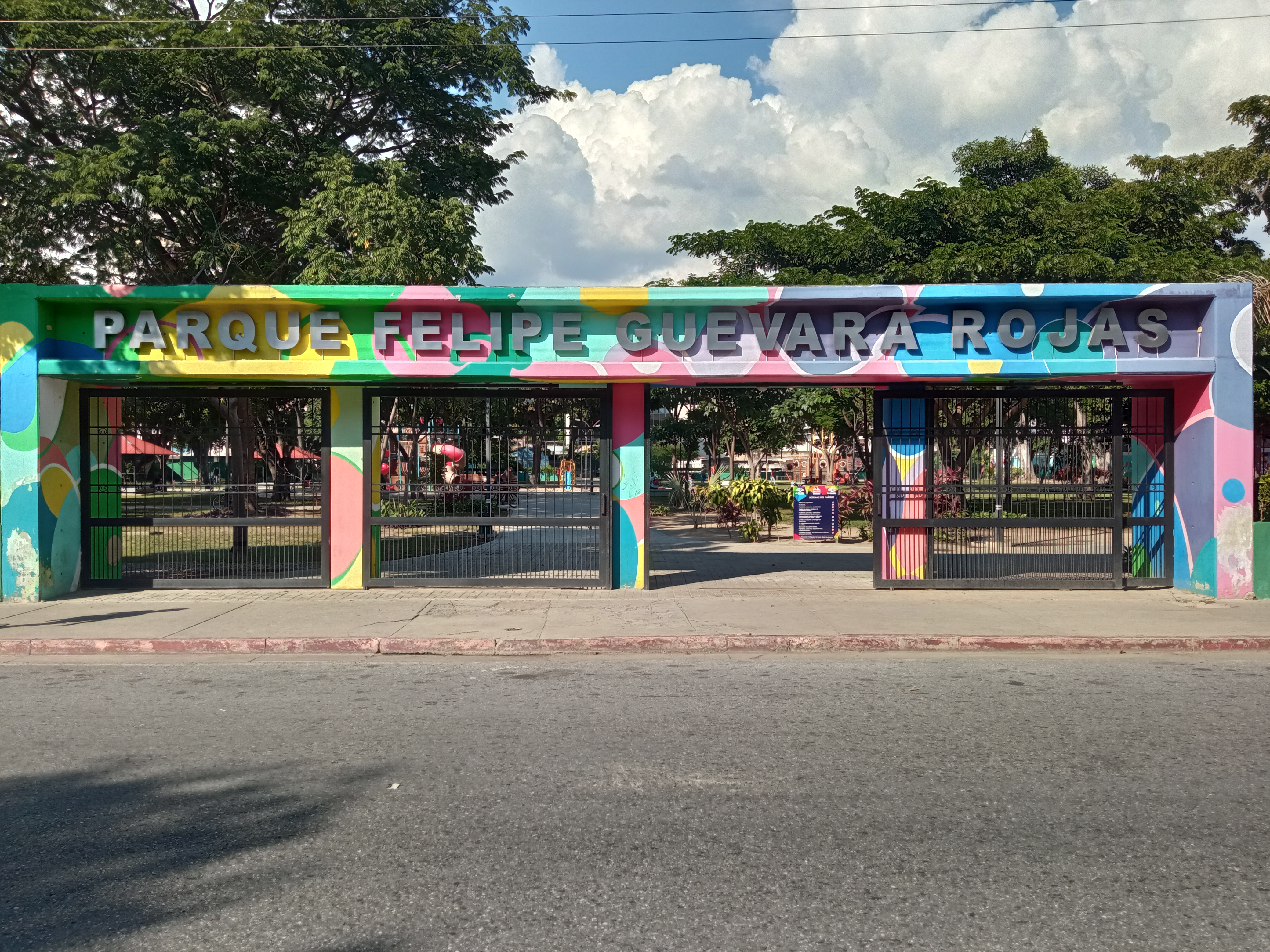
Parque Felipe Guevara Rojas.

#### Rascacielos
Si bien Maracay nunca ha sido una ciudad que destaque por sus rascacielos, a finales del siglo xx, se levantaron los primeros que, aunque no podían considerarse rascacielos, sí eran edificios destacados, como lo fue la Torre Cantaclaro Plaza, un edificio residencial de 110 m que para el momento de su construcción en 1986, fue el edificio más alto fuera de la capital. No es hasta 1999 cuando se levanta el primer rascacielos en Maracay, la Torre Sindoni para uso de oficinas, de 125 metros de altura.
Maracay alberga los dos edificios más altos del interior del país, la Torre Sindoni y la Torre Cantaclaro Plaza.

#### Iglesias
Maracay cuenta con un buen número de iglesias, la mayor parte católicas.

### Gastronomía
La gastronomía maracayera tiene pocos platos autóctonos, esto, debido a que la ciudad siempre era descrita como «una ciudad de paso», hasta que fue erigida como capital del estado en 1917. Anterior a esa fecha, se tienen registros sobre la auyama rellana como plato típico autóctono.
A pesar de que no existe una compilación de la memoria gastronómica local ni estadal, la ciudad de Maracay ha sido influenciada por diversas gastronomías, tanto nacionales como internacionales. Ubicada en los valles de Aragua, la ciudad tiene acceso a las poblaciones de la costa, las cuales tienen una gastronomía basada en el uso de granos, pescados y cacao, típica de la tradición culinaria afrovenezolana. Igualmente el valle tiene un enclave con la Colonia Tovar, asentamiento fundado por colonos alemanes.
Entre los platos típicos de la ciudad se encuentran las albóndigas que se preparan con carne molida de res y una salsa a base de tomate, cebolla, ajo y pimiento, para acompañarse con arroz blanco, queso blanco, y plátano maduro asado o verde frito; la cachapa que es una especie de tortilla de maíz que se acompaña con queso o carne. Otro de los platos típicos es el sancocho o hervido, el cual es una especie de sopa o caldo a base de res, pollo o gallina que se acompaña con papa, yuca, maíz, plátano verde, etc. Este platillo se acompaña con casabe, una tortilla hecha de harina de yuca, o con arepas, que de por sí, representan un plato típico aparte. Adicionalmente, al igual que el resto del país, es muy popular el pabellón criollo, la chicha, el asado de res, las empanadas, entre otros.

### Museos y teatros
La ciudad concentra una buena cantidad de museos de distintos tipos, entre los cuales destacan el Museo de Antropología e Historia donde se expone principalmente motivos relacionados al arte y cultura de Venezuela y América Latina contemporánea y de la América precolombina, y que entre sus colecciones más importantes alberga la Venus de Tacarigua, una figura precolombina venezolana; el Museo Aeronáutico, siendo el único museo de Venezuela dedicado a la aviación, y el tercero más importante de Latinoamérica; y el Museo de Arte Contemporáneo Mario Abreu, especializado en artes visuales. La Casa de la Cultura, anteriormente Museo Contemporáneo de Arte, también alberga una colección de arte.
En cuanto a teatros, la ciudad es sede del Teatro Ateneo, el primer teatro de la ciudad construido en 1926 como Teatro Circo Maracay por el entonces presidente de Venezuela Juan Vicente Gómez. El teatro estuvo cerrado desde la muerte de Gómez en 1935, y no fue sino hasta 1995 que fue recuperado tras su visible deterioro. Mientras el Teatro Ateneo estaba cerrado, en 1935 empieza a construirse el Teatro de la Ópera, en un principio inspirado en la Ópera Garnier de París, pero con la muerte de Gómez el proyecto se paralizó. En 1971 se reinicia el trabajo para terminar el edificio y es inaugurado en 1973. En la actualidad, es el teatro más importante y con mayor aforo de la ciudad.

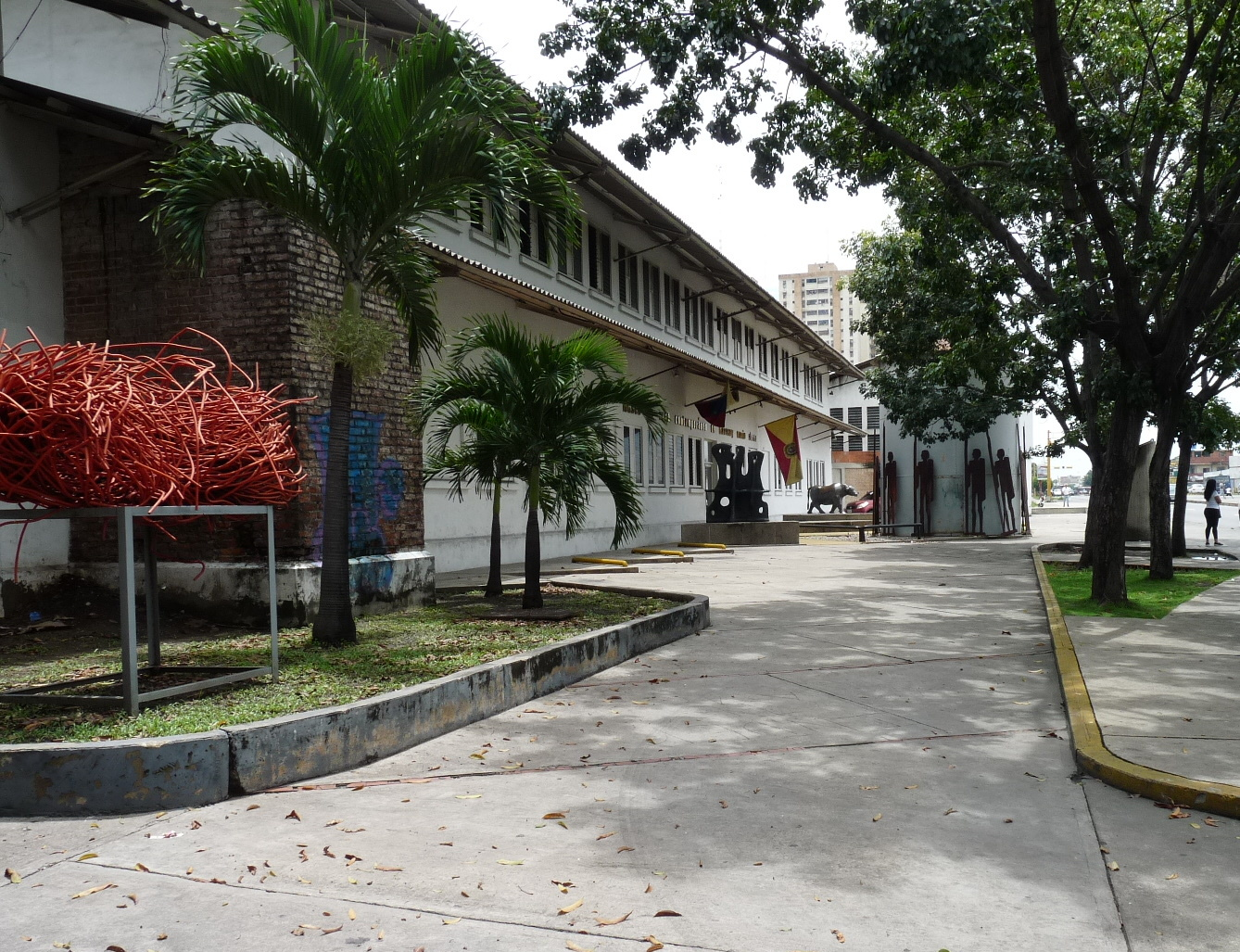
Museo de Arte Contemporáneo Mario Abreu.
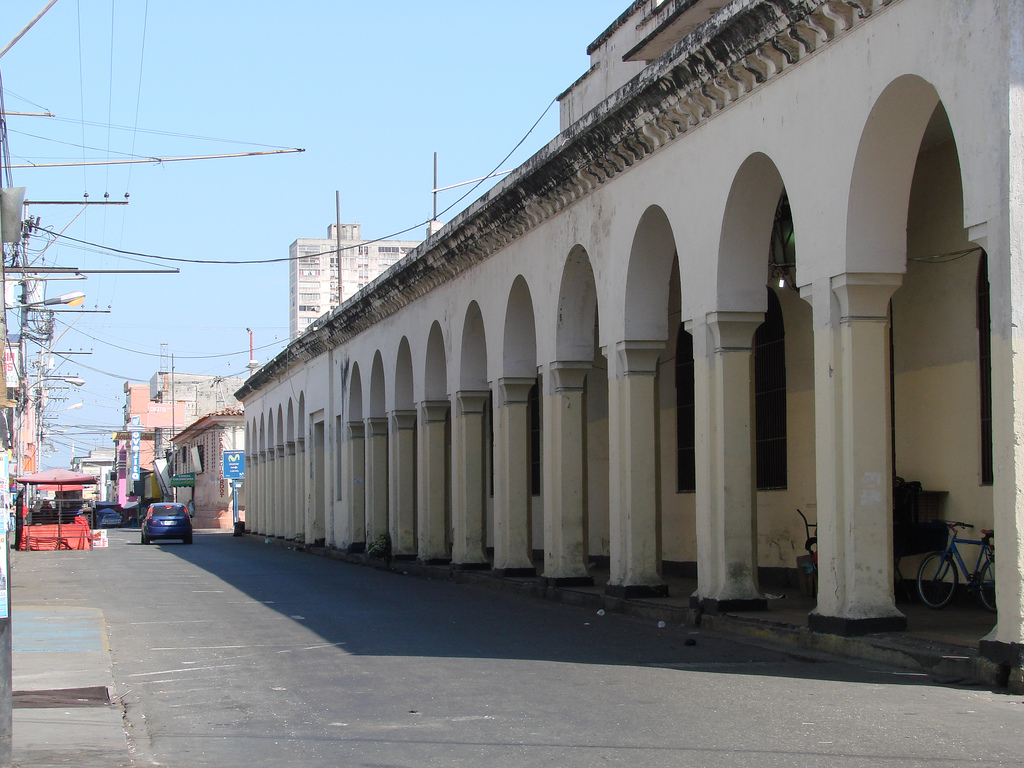
Museo de Antropología e Historia.
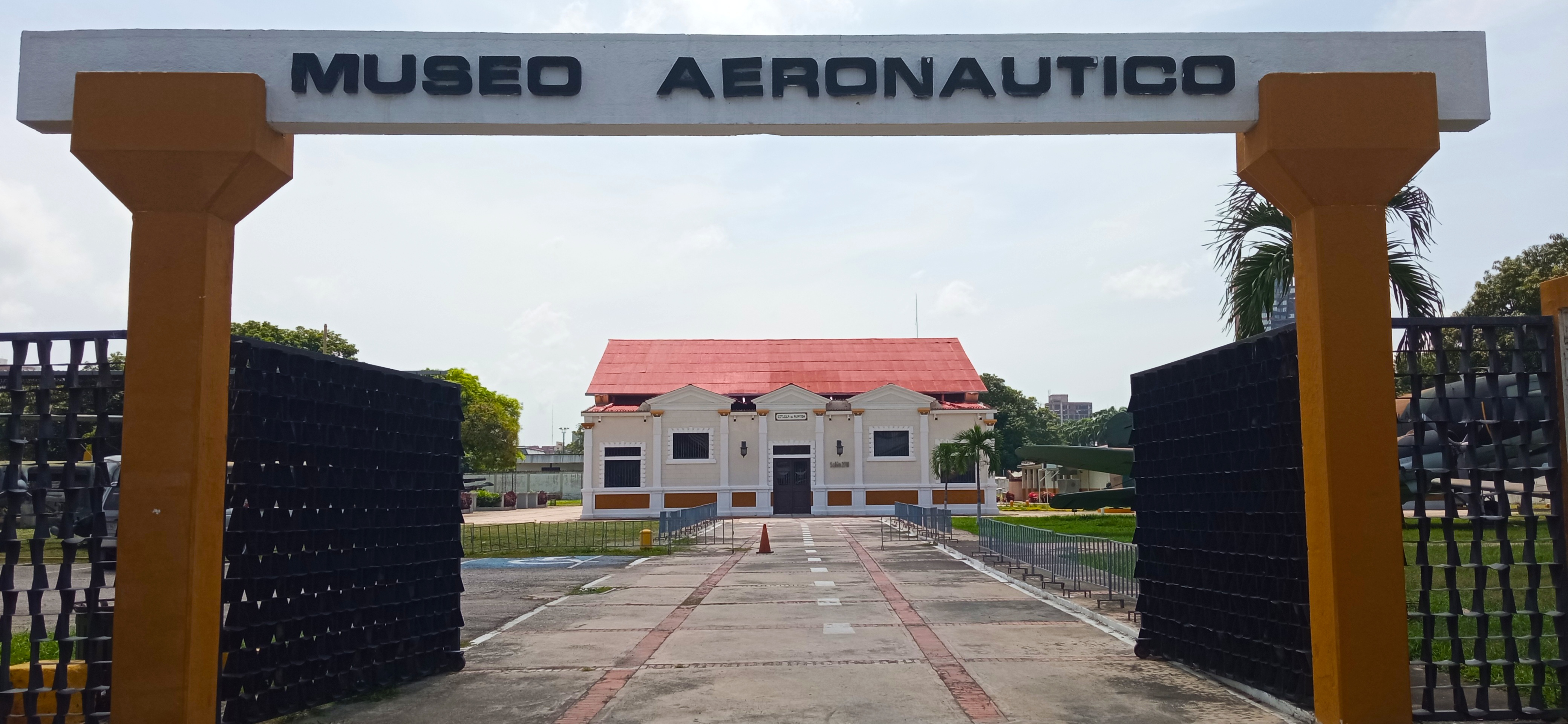
Museo Aeronáutico.
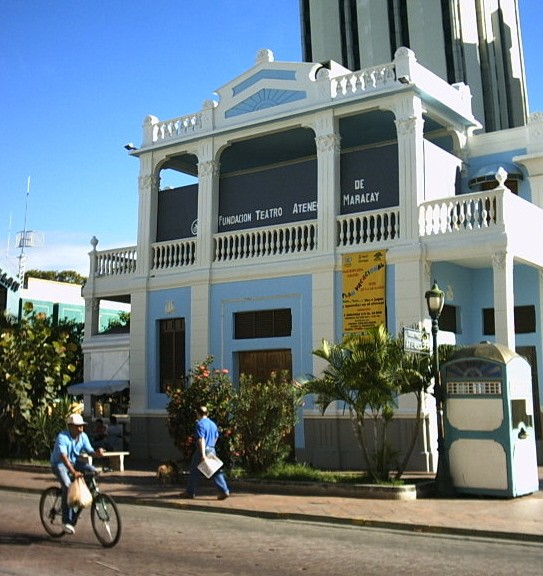
Teatro Ateneo.

### Tauromaquia

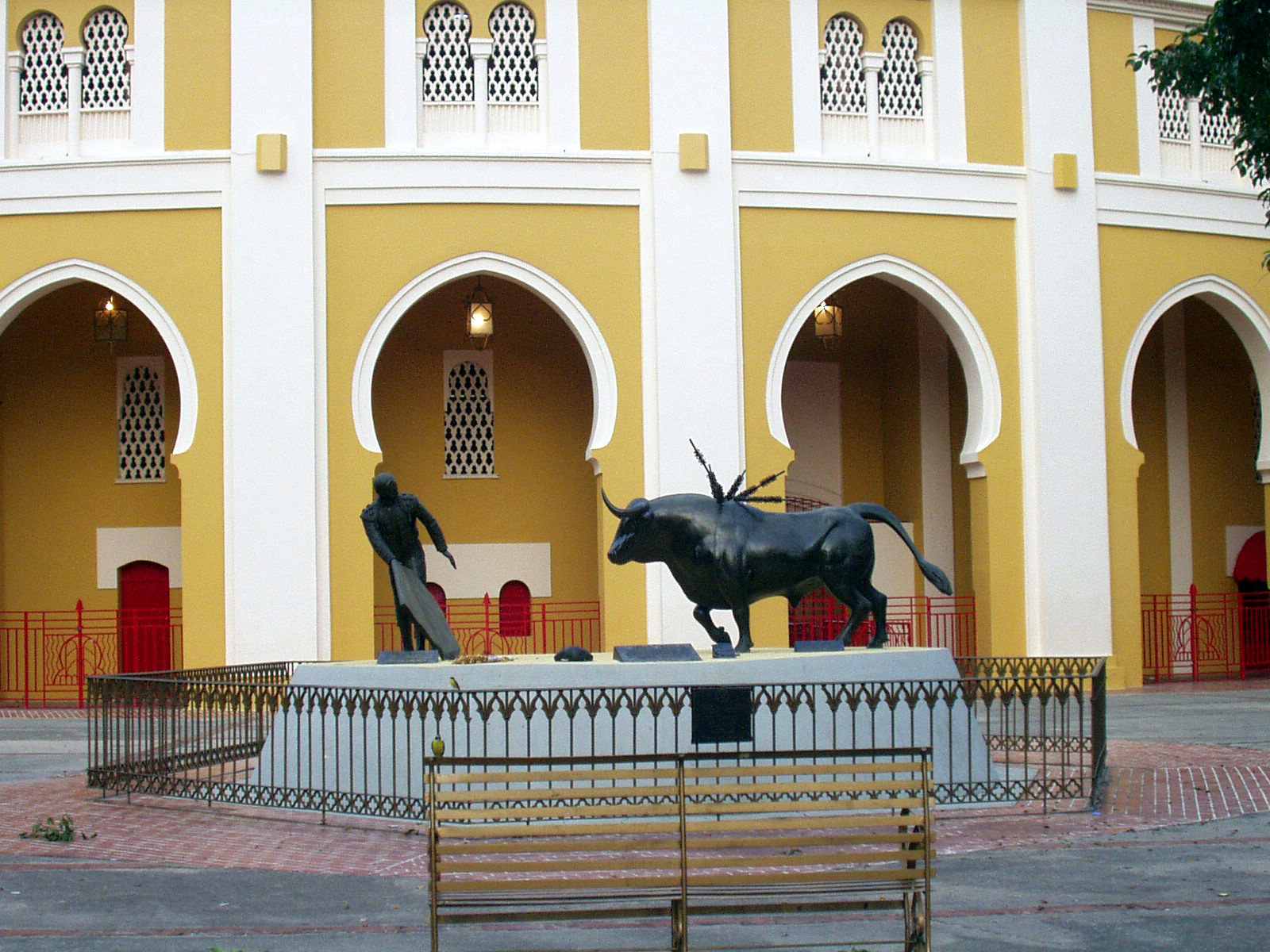
Vista de «La Girondina» en los exteriores de la Maestranza César Girón.

En cuanto a la «fiesta brava», la ciudad cuenta con la Maestranza César Girón la cual fue inaugurada en 1933 con el nombre de «Plaza de Toros de Calicanto» y rebautizada posteriormente con el nombre del torero César Girón. Ubicada en la avenida 19 de Abril, fue diseñada por el arquitecto Carlos Raúl Villanueva, el cual funde aspectos de la Maestranza de Sevilla y el Castillo de Bellver en Mallorca, España. Se inauguró el 20 de enero de 1933, durante el gobierno de Juan Vicente Gómez. Es una de las más importantes plazas taurinas del país. Fue declarado Monumento Histórico Nacional el 15 de abril de 1994 según Gaceta n.° 35441.
Con un aforo de 7 000 localidades, es la única plaza donde se realizan festejos taurinos en Maracay. En el interior de la misma se halla un museo taurino, donde se exponen trajes de famosos toreros, cabezas de toros célebres, documentos históricos y demás objetos relacionados con la tauromaquia.
La historia de la maestranza César Girón está muy asociada al inicio de las festividades patronales de San José. El entonces vicepresidente de Venezuela Juan Vicente Gómez promovió la primera feria josefina en Maracay en el año 1905 con tres corridas de toros en un circo improvisado en el centro de la ciudad cerca de la plaza Girardot y la catedral. Al hacerse populares las corridas de toros, Florencio Gómez Núñez, Juan Belmonte García y otros empresarios fundaron ganaderías, incluyendo «La Quebrada», «La Providencia» y «Guayabita» con toros españoles destinados a padrear vacas importadas y criollas.
En 1946, los maracayeros asisten a una memorable corrida en un mano a mano entre dos ídolos de la época: Manolete y Carlos Arruza, el Ciclón. Así Maracay se convierte en el centro de la fiesta brava venezolana, contando con una cantera de famosos toreros que tiene como mejor ejemplo la dinastía de los hermanos Girón, Curro y César, destacando la figura de este último.
En el presente, la tauromaquia a perdido adeptos en la ciudad quedando de a poco en el olvido, esto se hace más evidente con el actual estado de abandono que afronta la Maestranza Cesar Girón.

### Religión

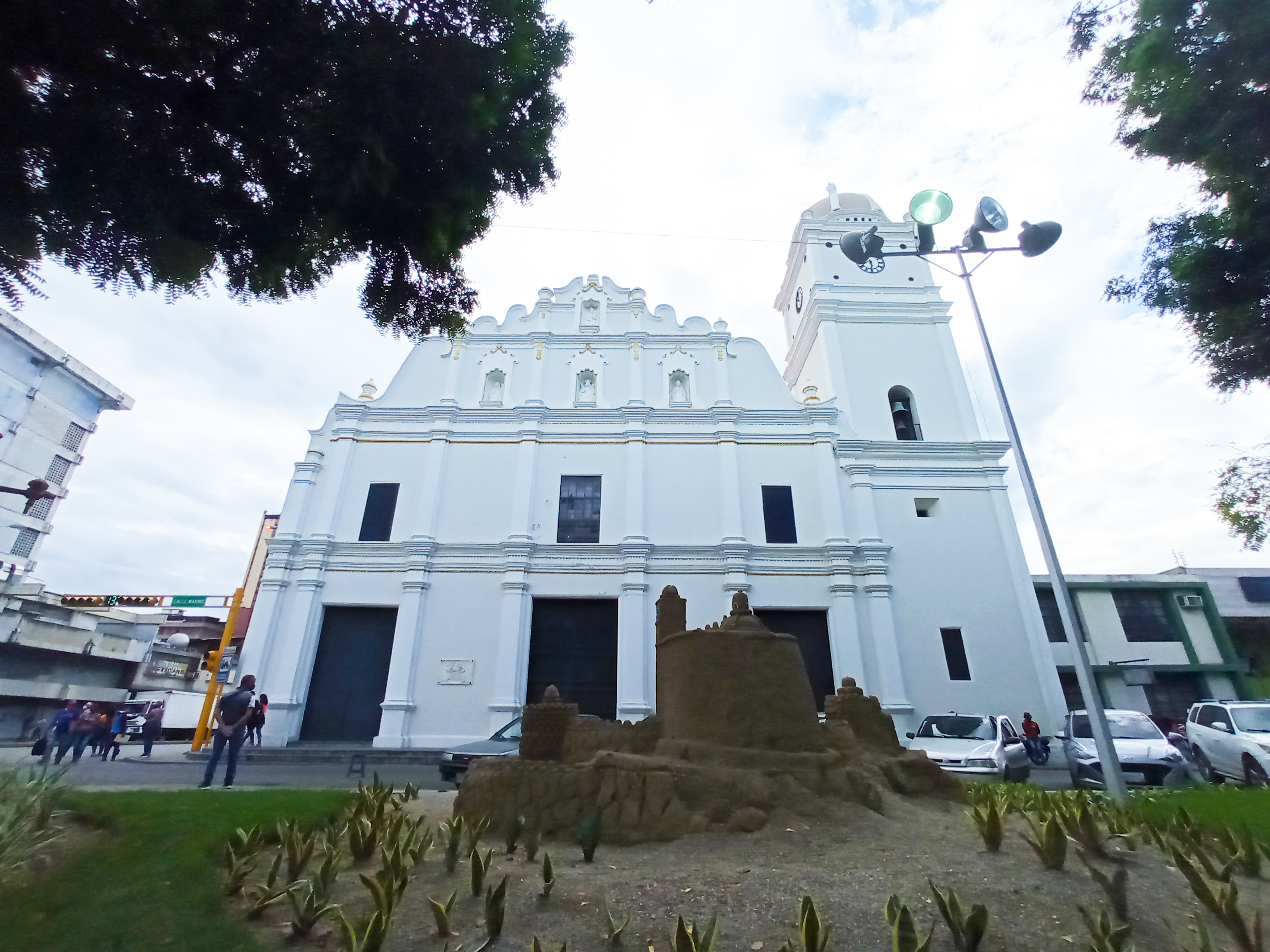
Vista de la catedral de Maracay desde la Plaza Girardot.

La llegada de los conquistadores españoles a Venezuela significó la introducción de la religión católica en esta zona poblada de aborígenes de diversas etnias, los cuales seguían sus propias religiones, lo que produjo un sincretismo religioso. San José, fue nombrado patrón de la ciudad el 5 de marzo de 1701, cuando la villa de Maracay se erigió como vicefeligresía.
La capital aragueña es sede de la diócesis de Maracay, la cual fue establecida en junio de 1958 como diócesis. La diócesis fue erigida el 21 de junio de 1958 mediante la bula Qui Supremi Pontificatus del Papa Pío XII, tomando territorio de la diócesis de Calabozo (hoy arquidiócesis) y de la Arquidiócesis de Valencia. El 12 de noviembre de 1974 pasó a formar parte de la provincia eclesiástica de la arquidiócesis de Valencia. Actualmente la diócesis de Maracay está a cargo del monseñor Enrique José Parravano Marino.
Dentro de los sitios de culto en la ciudad, se encuentra el Santuario de la Madre María de San José, un complejo religioso católico construido en reconocimiento a Laura Evangelista Alvarado Cardozo una monja católica nacida en Aragua en 1875, que fue declarada beata el 7 de mayo de 1995, cuando en una ceremonia realizada en la plaza de San Pedro en la Ciudad del Vaticano, el Papa Juan Pablo II lee el decreto que convierte a Laura Alvarado Cardozo, la Madre María de San José, en la primera beata venezolana. Por su parte, en la ciudad realiza una gigantesca manifestación religiosa, donde millares de personas se reúnen en la avenida Bolívar y en los alrededores de la catedral de Maracay y del Santuario de la Madre María de San José, para asistir a los actos litúrgicos y presenciar el momento de la beatificación. Al amanecer, aviones de la Fuerza Aérea Venezolana dejan caer una lluvia de flores sobre la ciudad.
Uno de los eventos religiosos es la caminata de San Sebastián que se realiza el último sábado del mes de enero de cada año en las afueras de la ciudad. El recorrido de esta peregrinación se inicia en la ciudad de El Limón y finaliza en la iglesia de Ocumare de la Costa. 
Al igual que en el resto del país, la población en su gran mayoría es católica.

### Costumbres y tradiciones

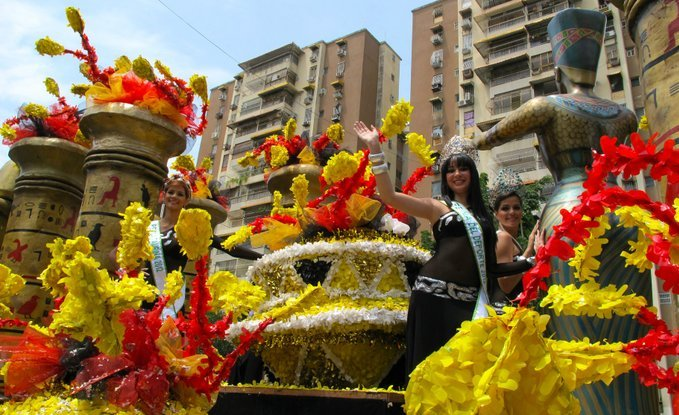
Vista de una carroza alegórica en la feria de San José.

En Maracay existe una infinita variedad de danzas folclóricas que muestran las diversidad de culturas. Sin embargo la mayoría de estas manifestaciones mayormente son practicadas en las localidades costeras del estado Aragua y no precisamente en la ciudad. La empresa paramunicipal que tiene como objetivo la organización, planificación, administración, promoción y ejecución de las Ferias de Maracay, y la responsabilidad del parque de Ferias de San Jacinto, es FERIMAR, fundada en octubre de 1986.
La feria de San José, es la festividad más importante, y es celebrada en el día de San José (entre el 16 al 25 de marzo). Es un espectáculo en el cual acuden miles de familias a presenciar el evento que incluyen diferentes actividades como bailes, conciertos, carrozas, corridas de toro, toros coleados, concursos de belleza, entre otros. El inicio de estas fiestas fueron en noviembre de 1904. En aquel entonces vinieron a la localidad personalidades importantes como el presidente Cipriano Castro y el general Juan Vicente Gómez; hubo toda clases de festejos: toros coleados, pelea de gallos, bailes, terneras para los sectores populares, una impresionante parada militar. Dicha feria inició como una feria regional estilo andino, la cual fue un trasplante de costumbres tachirenses.
Otra festividad de importancia son las Fiesta de San Juan que se celebran entre los días 23 y 24 de junio mayormente en los poblados costeros de Aragua. Sin embargo, la fiesta es de suma importancia en algunos barrios de Maracay, como en el 23 de enero. En esta fiesta afrovenezolana se emplean varios tipos de tambores, los cuales van desde los llamados cumanos, tambores grandes o largos, hasta los redondos, llamados tradicionalmente culo e' puya. En ciertas poblaciones se acompañan con otro tipo de instrumentos musicales como las guaruras o los cachos.
Entre las expresiones más populares del folclore, se encuentran el joropo aragueño; el baile de La Llora, la manifestación folklórica más autóctona del valle central del estado Aragua y celebrada el segundo día del mes de noviembre; y los diablos danzantes, Patrimonio cultural inmaterial de la Humanidad de la UNESCO, cuyos orígenes datan de mediados del siglo XVII, donde las primeras manifestaciones se realizaban en haciendas de los estados Aragua y La Guaira. Este se celebra en el mes de junio un jueves de Corpus Christi en los poblados de la costa aragüeña y en algunos barrios de Maracay como 23 de enero, La Coromoto, y El Recurso.

## Deporte
El principal deporte practicado en la ciudad, al igual que en todo el país, es el béisbol. Dicho deporte empezó a cobrar importancia a finales de los años 1910 gracias al patrocinio de Florencio y Juan Vicente Gómez, hijos del general Gómez, siendo Maracay Baseball Club el primer equipo de la ciudad. No obstante, no se empezó a practicar profesionalmente sino hasta la fundación del equipo Tigres de Aragua en 1965. Actualmente los Tigres participan en la Liga Venezolana de Béisbol Profesional, y son el tercer equipo más ganador de la liga. Maracay ha sido una cantera de beisbolistas del más alto nivel, como por ejemplo David Concepción o Miguel Cabrera. El principal recinto deportivo para la práctica de este deporte es el estadio José Pérez Colmenares, el cual ha albergado eventos como la Serie del Caribe 2006, mientras que el estadio municipal Julio Bracho es uno de los recintos deportivos más antiguos de la ciudad donde se práctica dicho deporte.
Otro deporte de gran importancia es el fútbol. La Primera División de Venezuela solo se jugaba en la ciudad de Caracas desde su fundación, y no fue hasta 1963, con la inclusión de Tiquire Flores Fútbol Club —primer equipo profesional de la ciudad—, que la liga pasó a ser nacional. Hoy en día la ciudad es sede de un equipo de segunda división: el Aragua Fútbol Club, que tiene como sede el estadio olímpico Hermanos Ghersi Páez. Igualmente, de Maracay han surgido figuras como Juan Arango, catalogado el mejor jugador de la historia del país, o Deyna Castellanos, catalogada como una de las futbolistas más prometedoras del mundo.
También existen instituciones que disponen de infraestructura para la práctica de otros deportes como el baloncesto y el voleibol. En el baloncesto, la ciudad es sede de los equipos Toros de Aragua y Taurinos de Aragua. Fundado en 1974, Toros es el equipo profesional de baloncesto más antiguo del país. Ambos equipos disputan sus partidos de local en el coliseo El Limón, y en el gimnasio cubierto Mauricio Johnson, respectivamente. En dichos escenarios también se practican disciplinas como el voleibol o el fútbol sala.
Igualmente otros complejos para la práctica de deportes como el tenis, como el Complejo de Tenis Juan Carlos Bianchi ubicado en la parroquia Las Delicias, siendo una de las sedes donde se disputan torneos ATP en el país.
Por su parte, en la ciudad se encuentra el Polideportivo Las Delicias, un complejo estatal que alberga deportistas de todo el país y permite la práctica de gran cantidad de deportes, destacando el lugar en donde se desarrollan los nadadores y clavadistas aragüeños. El complejo está compuesto de piscinas y canchas deportivas, donde hacen vida las selecciones regionales de natación, nado sincronizado y saltos ornamentales. También se encuentra el parque Santos Michelena que alberga más de quince canchas de distintas disciplinas deportivas, entre fútbol, béisbol, voleibol, baloncesto y fútbol sala.
En el deporte a motor se encuentra el trazado del kartódromo internacional Carmencita Hernández, ubicado en el parque de Ferias de San Jacinto. En el área metropolitana de Maracay también se encuentra el Autódromo Internacional de Turagua Pancho Pepe Cróquer, fundada a mediados de 1970 fue el primer autódromo de Venezuela. El maracayero más exitoso en esta disciplina ha sido Pastor Maldonado, siendo además el primer y único venezolano en ganar un Gran Premio de Fórmula 1, tras ganar el GP de España de 2012, con Williams.
Entre otros deportes se destaca el deporte nacional de Venezuela, los toros coleados, el cual se escenifica en la manga de coleo Veteranos de Aragua.

## Ciudades hermanadas
El hermanamiento de ciudades es un concepto por el cual pueblos o ciudades de distintas zonas geográficas y políticas se emparejan para fomentar el contacto humano y los enlaces culturales.
- Izhevsk, Rusia (25 de julio de 2006).[114]